# Ťia-ťing
Císař Ťia-ťing (čínsky pchin-jinem Jiājìng, znaky 嘉靖; 16. září 1507 – 23. ledna 1567), vlastním jménem Ču Chou-cchung (čínsky pchin-jinem Zhū Hòucōng, znaky 朱厚熜), z dynastie Ming vládl v letech 1521–1567 mingské Číně. Nastoupil po svém bratranci, císaři Čeng-te. Po převzetí vlády s novým rokem vyhlásil éru „Dokonalého míru“, Ťia-ťing. Název éry je používán i jako jméno císaře.
Ťia-ťing se narodil jako bratranec vládnoucího císaře Čeng-tea, proto se nepředpokládal jeho nástup na trůn. Nicméně Čeng-te zemřel bezdětný a vláda v čele s velkým sekretářem Jang Tching-cheem a císařovnou vdovou Čang Ťia-ťinga vybrala za nového panovníka. Po císařově nastolení vypukl mezi ním a většinou úředníků spor o způsob legalizace jeho nástupu, tento velký spor o obřady znamenal pro počátek vlády nového panovníka velký politický problém. Císař nakonec po třech letech zvítězil, přičemž jeho hlavní oponenti byli vyhnání ode dvora, nebo popraveni.
Ťia-ťing se, podobně jako Čeng-te, rozhodl žít mimo pekingské Zakázané město a od roku 1542 přesídlil do Západního parku uprostřed Pekingu západně od Zakázaného města. V Západním parku vybudoval komplex paláců a taoistických chrámů, za vzor si přitom bral taoistickou koncepci Zemí nesmrtelných. V Západním parku se obklopil věrnými eunuchy, taoistickými mnichy a skupinou loajálních rádců (velkých sekretářů a ministrů obřadů), jejichž prostřednictvím řídil státní byrokracii. V čele Ťia-ťingových rádců a sekretářů stáli postupně Čang Fu-ťing, Sia Jen, Jen Sung a Sü Ťie.
Na hranicích panoval zpočátku Ťia-ťingovy vlády klid. Na severu se Mongolové zprvu utápěli ve vnitřních rozbrojích, avšak po sjednocení Altan-chánem se od začátku 40. let domáhali obnovení svobodného obchodu, což císař odmítal a snažil se uzavřít hranice pomocí opevnění, Velké čínské zdi. Altan-chán reagoval nájezdy, v roce 1550 dokonce napadl předměstí Pekingu. Mingská vojska se omezovala na obranu. Válka ustala až po Ťia-ťingově smrti, kdy nový mingský císař Lung-čching připustil obnovení obchodu.
Vážným problémem v éře Ťia-ťing byli i piráti wo-kchou, jejichž útoky několik desetiletí pustošily pobřeží jihovýchodních provincií, zejména Če-ťiangu, Fu-ťienu a Kuang-tungu. Pirátské útoky a násilnosti s nimi spojené začaly růst ve 20. letech 16. století, na což mingské úřady reagovaly zpřísněním zákonů bránících soukromému obchodu se zámořím. Násilnosti se staly vážným problémem ve 40. letech, vrcholu dosáhly v letech 50. a postupně byly potlačeny během 60. let, zejména po roce 1567, kdy Lung-čching svolil k uvolnění zákonů namířených proti námořnímu obchodu se zahraničím.
Roku 1556 severní Čínu postihla mimořádně ničivá přírodní katastrofa, nejsmrtonosnější zemětřesení lidské historie s epicentrem v provincii Šen-si. Zahynulo při něm přes 800 000 lidí. Přes zkázu způsobenou zemětřesením se ekonomika rozvíjela, rostlo zemědělství, průmysl i obchod. Se vzestupem ekonomiky se měnila i společnost, oficiální čusistická interpretace Konfuciova učení ustupovala Wang Jang-mingovu individualističtějšímu pojetí.
Zejména v pozdějších letech byl císař, v naději na prodloužení života, známý zájmem o mladé dívky a alchymii. Vyslal taoistické kněze sbírat po celé zemi vzácné nerosty na elixíry prodlužující život. Recepty na elixír nesmrtelnosti však obsahovaly arsenik, olovo a rtuť, což císaři přineslo zdravotní problémy a zřejmě zkrátilo jeho život.

## Dětství

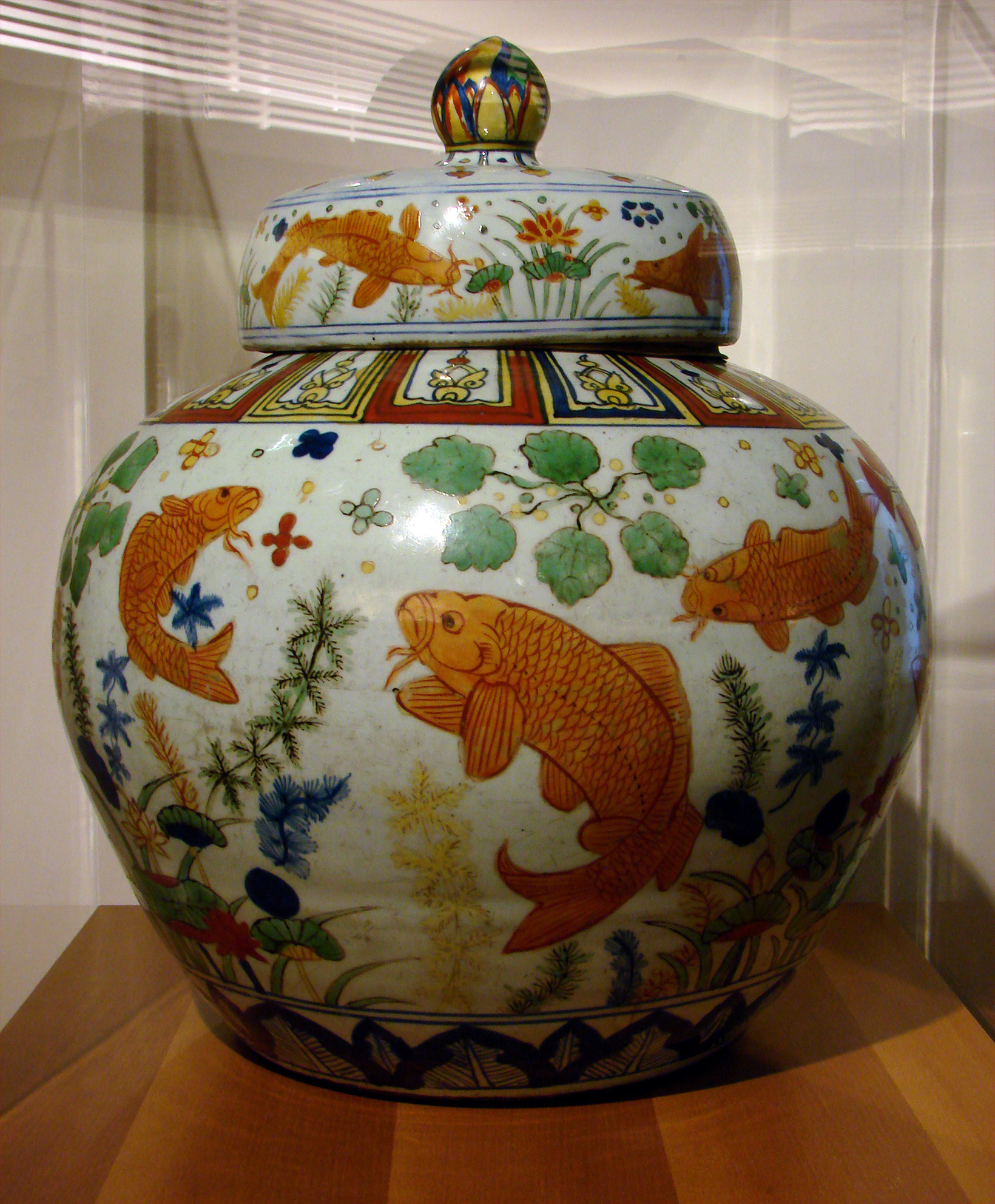
Porcelánová váza éry Ťia-ťing, Musée Guimet, Paříž

Ťia-ťing se narodil 16. září 1507, jeho vlastní jméno bylo Ču Chou-cchung, Ťia-ťing je jméno jeho panovnické éry. Jméno své éry si Ťia-ťing údajně vybral sám, ze své oblíbené kapitoly Knihy dokumentů, přičemž ťia v čínštině znamená „zdokonalit, udělat skvělým“ a ťing „uklidnit“.
Byl nejstarším synem Ču Jou-jüana, od roku 1487 knížete ze Sing. Ču Jou-jüan byl čtvrtým synem mingského císaře Čcheng-chuy (vládl čínské říši Ming v letech 1464–1487) a jedné z jeho vedlejších žen, paní Šao. Matkou Ťia-ťinga byla Ču Jou-jüanova manželka příjmením Ťiang, dcera Ťiang Siaoa z Ta-singu v Pej č’-li, důstojníka pekingské posádky. Ťia-ťingovi rodiče žili od roku 1494 ve svém sídle v kraji An-lu (moderní okres Čung-siang) v provincii Chu-kuang v centrální Číně, kde se Ťia-ťing narodil, Ču Jou-jüan se zde věnoval poezii a kaligrafii.
Chlapec dostal klasické (konfuciánské) vzdělání pod dozorem a přímou účastí otce, jehož byl učenlivým a pozorným žákem. V červenci 1519 Ču Jou-jüan zemřel. Po smrti otce Ťia-ťing převzal řízení domácnosti s pomocí Jüan Cung-kaoa, schopného správce a později, po příchodu do Pekingu a nástupu na trůn, nejbližšího rádce. Koncem března 1421, po uplynutí předepsané doby smutku za smrt otce, se Ťia-ťing stal oficiálně knížetem ze Sing.

## Počátky vlády a reformy obřadů

### Nástup na trůn
V Pekingu mezitím onemocněl a 20. dubna 1521 zemřel mingský císař Čeng-te (vládl 1505–1521). Čeng-te byl synem císaře Chung-č’a (vládl 1487–1505), staršího bratra Ču Jou-jüana. Ťia-ťing byl Čeng-teho bratranec a nejbližší mužský příbuzný.
Už před Čeng-teho smrtí velký sekretář Jang Tching-che, fakticky stojící v čele vlády mingské říše, připravil nástup Ťia-ťinga. Pět dní před Čeng-teho smrtí byl vydán edikt nařizující Ťia-ťingovi ukončit smutek a oficiálně převzít titul knížete ze Sing. V den císařovy smrti Jang Tching-che s podporou eunuchů ze správy obřadů v Zakázaném městě a císařovny vdovy Čang (matky zesnulého císaře) vydal edikt vyzývající knížete k příjezdu do Pekingu a nástupu na trůn.
Věc byla kvůli mingskému nástupnickému právu nejistá. Totiž ačkoliv mingští císařové mívali řadu manželek, nástupnické právo měli pouze synové první z nich, císařovny, a pokus o dosazení potomka vedlejší manželky zákon trestal smrtí. Ťia-ťingův otec Ču Jou-jüan nebyl synem císařovny, ale pouze jedné z vedlejších manželek, proto neměl nárok na trůn. Jang Tching-che chtěl potíž s nástupnickým právem obejít adopcí Ťia-ťinga císařem Chung-č’, aby nastoupil jako mladší bratr zesnulého panovníka.
V Pekingu žilo navíc plno oblíbenců zemřelého císaře, obávajících se změn. Nejvlivnější z nich, generál Ťiang Pin, velitel vojáků z pohraničí přeložených do Pekingu, se mohl pokusit dosadit vlastního kandidáta na trůn a sice Ču Ťün-čanga, knížete z Taj, sídlícího v pohraničním Ta-tchungu.
Den po Čeng-teho smrti do An-lu vyrazila z Pekingu delegace vysoce postavených hodnostářů, která měla seznámit prince se situací. Do An-lu přijeli 2. května. Ťia-ťing je přijal, seznámil se s ediktem císařovny vdovy, souhlasil s nástupem na trůn a 7. května se vydal do Pekingu v doprovodu čtyřiceti vlastních rádců a sluhů. Jang Tching-che vydal příkaz, aby byl v Pekingu uvítán jako následník trůnu, Ťia-ťing však odmítl vystupovat jako následník, čínsky chuang-tchaj-c’ (doslova „císařský velký syn“) s tím, že byl vyzván k převzetí císařské hodnosti a je tedy císařem, nikoliv synem císaře (v pojetí velkých sekretářů a vlády synem císaře Chung-č’a). Prosadil si vstup do města s císařskými poctami a téhož dne, 27. května 1521, slavnostně usedl na trůn.

### Velký spor oobřady

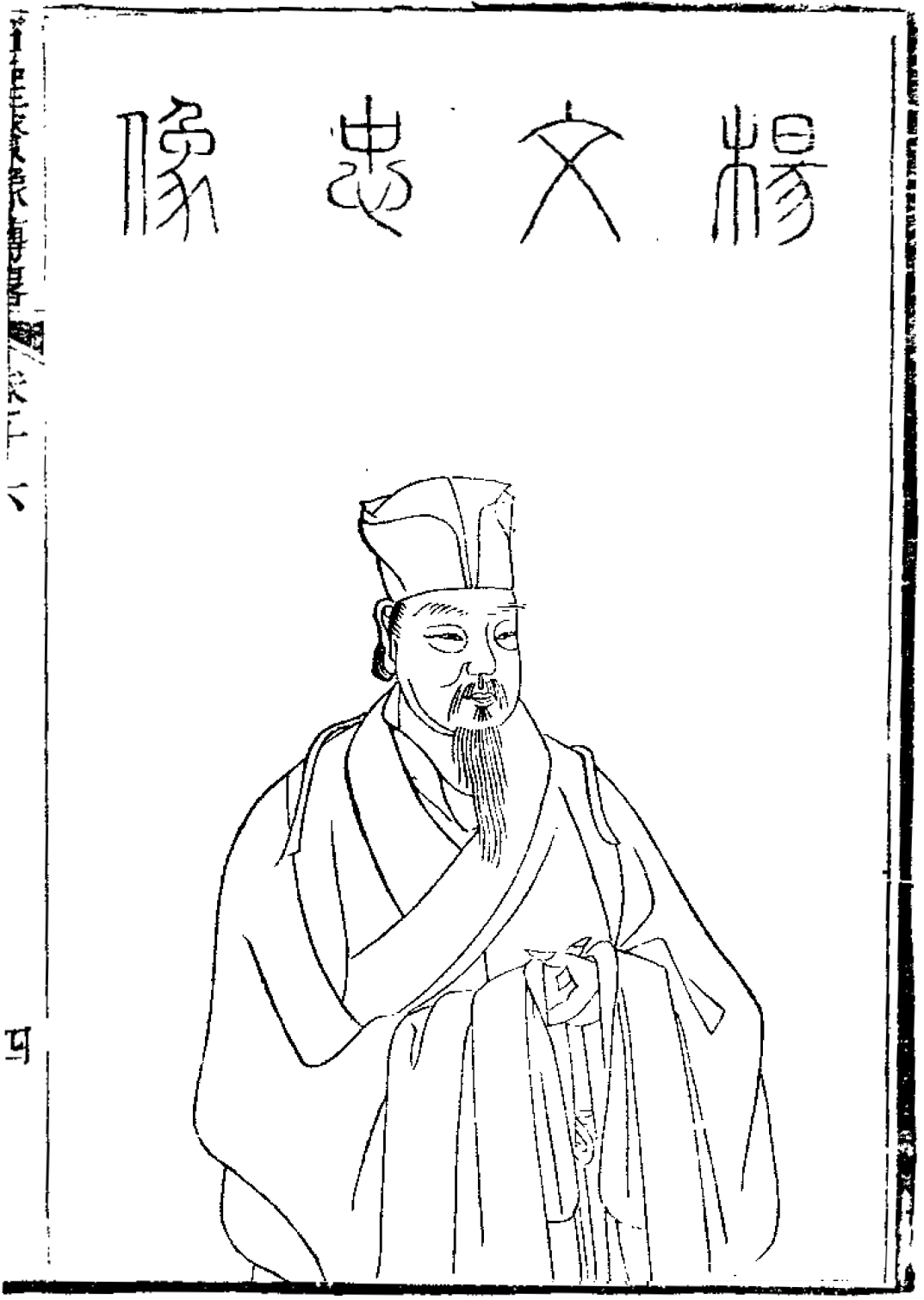
Jang Tching-che, knižní ilustrace z čchingského období

Hlavním přáním nového panovníka bylo udělení císařské hodnosti zemřelému otci. Naopak Jang Tching-che požadoval k potvrzení legitimity nového císaře jeho formální adopci císařem Chung-č’, aby se tak stal mladším bratrem zemřelého Čeng-tea. Ťia-ťing a jeho matka však adopci odmítli, přičemž se odvolávali na znění povolávacího dekretu, kde o ní nebyla zmínka. Císař nechtěl své rodiče prohlásit za strýce a tetu. Naopak, „aby byly hodnosti uvedeny do souladu“, žádal o povýšení do císařského stavu pro své rodiče.
Zatímco většina úředníků souhlasila se zachováním přímé linie nástupnictví a podpořila Jang Tching-chea, císař argumentoval povinností k biologickým rodičům. Prosadil přijetí své matky jako císařovny vdovy, když přijela z An-lu a 2. listopadu vstoupila do Zakázaného města. To už se vytvořila skupina úředníků v čele s Čang Fu-ťingem, stojících na straně císaře. Koncem roku 1421 Ťia-ťing dosáhl udělení císařské hodnosti svým rodičům a babičce, paní Šao. Nicméně spory pokračovaly, dokud nebyl v březnu 1524 Jang Tching-che dotlačen k demisi a v srpnu 1424 zahájeno odvolávání panovníkových odpůrců. Po nesouhlasné demonstraci stovek oponujících úředníků před branami audienčního paláce byli opozičníci zbiti, 17 z nich na utržená zranění zemřelo, zbytek panovník přeložil do provincií.
Ťia-ťing si během sporu vybojoval nezávislost na velkých sekretářích a nadále rozhodoval spíše sám, dle svého úsudku, než aby s nimi diskutoval, nebo jen potvrzoval jejich návrhy. Dotčení učenci toto kritizovali jako despotismus neodpovídající tradičnímu způsobu vládnutí. Nepřímým důsledkem sporu bylo šíření učení konfuciánského učence a reformátora Wang Jang-minga, z jehož argumentace vycházeli někteří stoupenci panovníka. Současně se v diskuzích rozvíjelo kritické studium a interpretace textů a rostla kritika konzervativních postojů akademie Chan-lin.

### Ctění rodičů a legitimizace vlády

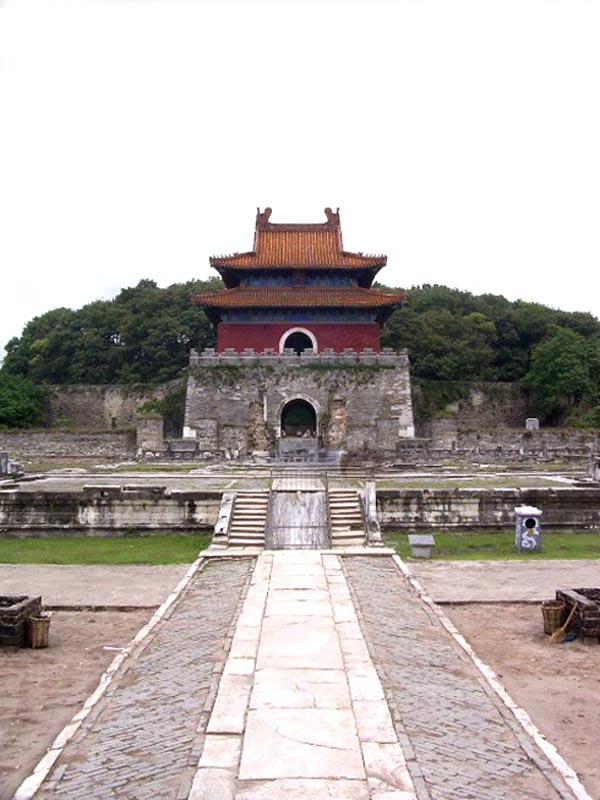
Mauzoleum Sien-ling v němž jsou pohřbeni Ťia-ťingovi rodiče, Čung-siang, Chu-pej

Roku 1530 císař nechal s biografií císařovny Ma a knihou Pokyny pro vnitřní komnaty císařovny Sü publikovat Nü-sün (女訓, Pokyny pro ženy, ve 12 ťüanech) jejichž autorství bylo připsáno císařově matce. Dotyčné císařovny byly manželky zakladatele dynastie Chung-wua a prvního panovníka v nové větvi dynastie Jung-leho. Jung-lemu také císař změnil chrámové jméno, z Tchaj-cung na Čcheng-cu. Důvodem Ťia-ťingova zájmu o Jung-leho byl zřejmě precedens nástupu nové větve dynastie.
Císař také navrhoval převezení otce z mauzolea v Chu-kuangu do blízkosti císařského pohřebiště u Pekingu, nakonec pro něj vznikla jen svatyně v paláci. Císař obnovil chrámy předků, dal rodičům delší tituly, dohlížel na rituály a rituální hudbu. Po smrti matky v prosinci 1538 podnikl císař cestu na jih do An-lu, aby tam rozřešil otázku, zda rodiče pohřbít společně na jihu, nebo u Pekingu. Na místě rozhodl pohřbít matku v otcově mauzoleu nedaleko Čung-siangu. K poctění otce vydal i jeho Pravdivé záznamy (Š’-lu) a přejmenoval kraj An-lu na prefukturu Čcheng-tchien (承天府, Čcheng-tchien-fu) po vzoru hlavních měst říše.
Na cestě do An-lu Ťia-ťinga šokovali hladovějící zubožení lidé a běženci; ihned uvolnil 20 tisíc liangů (746 kg) stříbra na pomoc. Jejich neštěstí vnímal jako neúspěch reforem obřadů a správy. Ještě po dvou letech se při úřednických zkouškách ptal kandidátů, proč je v zemi strádání, když on sám, jako panovník, věrně následuje konfuciánské učení a dodržuje obřady.

### Další reformy obřadů

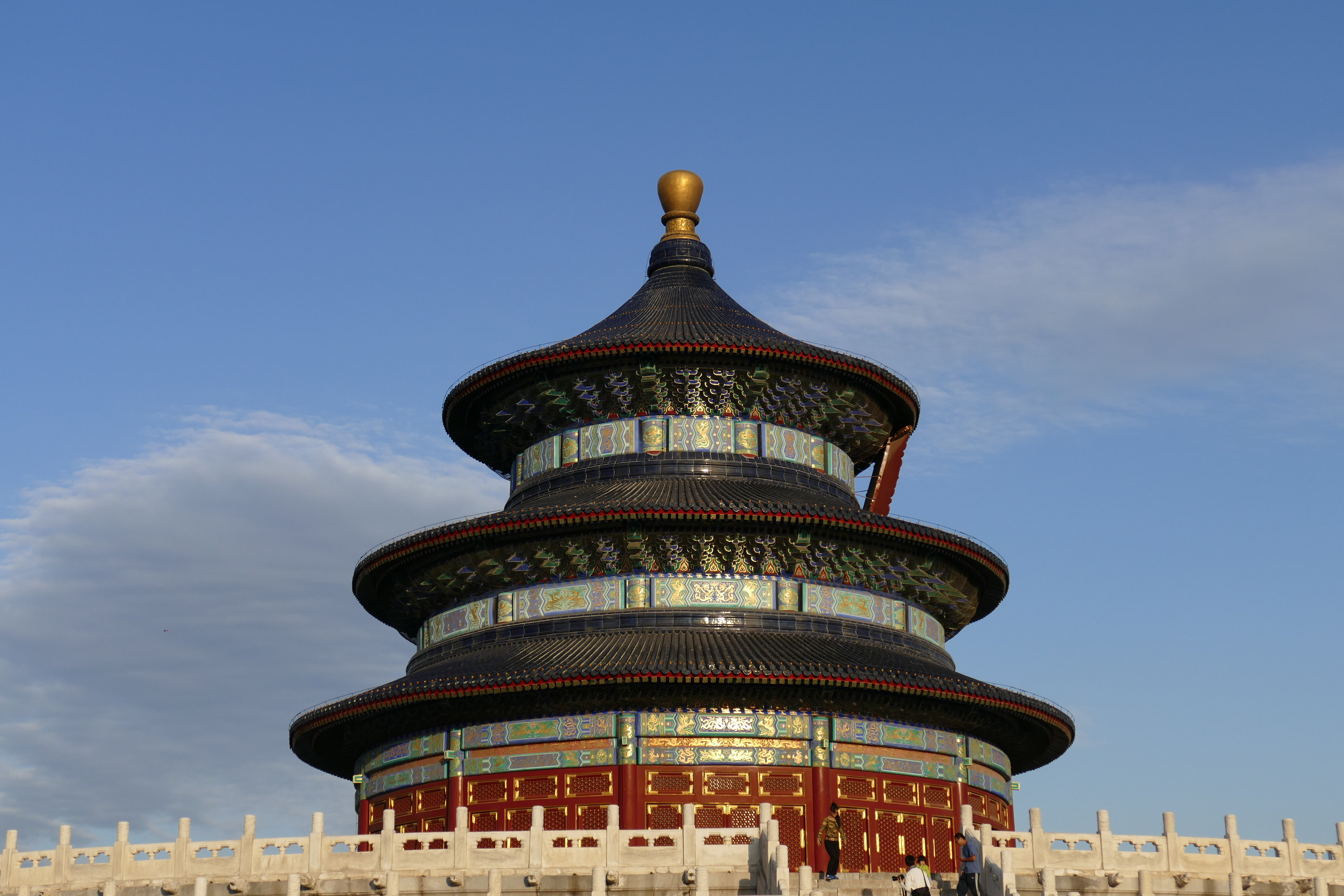
Chrám nebes v Pekingu

Po vítězství ve sporu o obřady se císař začal zabývat revizí dalších rituálů a obřadů, přes nesouhlas řady úředníků. Změny zasáhly obřady prováděné panovníkem – koncem roku 1530 byly zavedeny oddělené oběti Nebesům a Zemi, Slunci a Měsíci.
Současně Ťia-ťing změnil tituly a formy ctění Konfucia. V Konfuciových chrámech zakázal obrazy, takže zůstaly pouze tabulky se jmény Konfucia a jeho následovníků. Změněna byla dispozice Konfuciova chrámu, když do jeho zadní části císař přidal samostatné kaple pro Konfuciova otce a tři žáky. Konfuciovi Ťia-ťing odebral titul krále (s odůvodněním, že císař by se neměl klanět králi). Císař rovněž nechtěl, aby byl Konfucius uctíván rituály používanými pro císařské oběti Nebesům. Obřady v Konfuciově chrámu byly proto zjednodušeny a podobnost s císařskými oběťmi odstraněna.
Také byly od císařských obětí Nebesům odděleny oběti bývalým císařům a králům a postaven pro ně zvláštní chrám, což pozvedlo status panovníka, když jeho obřady byly nyní odlišné od všech ostatních. Od let 1532–1533 již Ťia-ťing nemohl více povýšit status svůj ani svého otce a proto ztratil zájem o reformy obřadů, uctívání Nebes i obřady samy.

## Špičky vlády, císařovo okolí

### Eunuchové
Důležité pozice v císařském paláci obsadil Ťia-ťing eunuchy, které s sebou přivedl z An-lu. V souvislosti s odvoláváním eunuchů spojených s předešlým panovníkem byly rušeny i některé eunušské posty v provinciích. Celkově však vliv eunuchů neklesl, ba naopak spíše rostl, a nejvlivnější eunuchové se od 30. let považovali za rovné velkým sekretářům. Někdy v letech 1548–1549 byly spojeny funkce vedoucího Východního křídla a Ředitelství obřadů, jejich držiteli podléhala i palácová stráž (složená z eunuchů a založená roku 1552) a fakticky řídil celou eunušskou větev státní správy.

### Velcí sekretáři

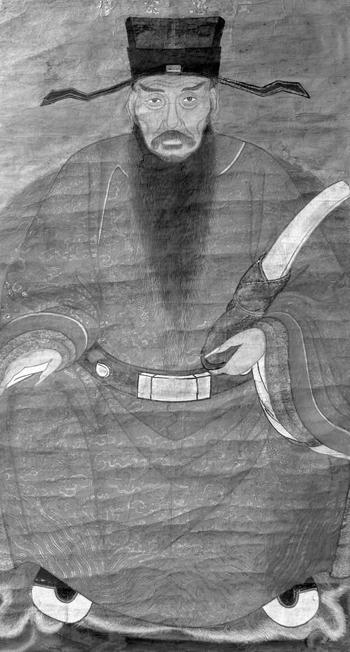
Portrét velkého sekretáře Čang Fu-ťinga

Nejbližšími rádci císaře byli po roce 1524 Čang Fu-ťing a Kuej E, kteří se snažili vystrnadit z vlivných funkcí stoupence Jang Tching-chea, vesměs spojené s akademií Chan-lin, což v letech 1427–1428 vyústilo v čistku v pekingských úřadech a radikální personální obměnu akademie. Současně se ve velkém sekretariátu dvojice Čang Fu-ťing a Kuej E snažila omezit vliv prvního velkého sekretáře Fej Chunga. Jako jeho protiváhu zorganizovali návrat Jang I-čchinga, který v sekretariátu sloužil už v letech 1515–1516. V následujících letech se velcí sekretáři a s nimi spojené skupiny úředníků v boji o moc očerňovali mezi sebou. Na místě prvního velkého sekretáře nikdo dlouho nevydržel, mezi sebou se střídali Fej Chung, Jang I-čching, Čang Fu-ťing a další.
Od počátku 30. let si důvěru Ťia-ťinga získal Sia Jen, povýšený na sekretáře z místa ministra obřadů, a od konce 30. let Jen Sung, Sia Jenův nástupce na ministerstvu. Třebaže Sia Jen zpočátku podporoval vzestup Jen Sunga, brzy se dostali do konfliktu a roku 1542 nakonec Jen Sung ovládl sekretariát, když dosáhl odstavení soupeře. K vyvážení Jen Sungova vlivu císař v říjnu 1545 povolal Sia Jena zpět do čela sekretariátu. Oba státníci se nesnášeli, Sia Jen Jen Sunga ignoroval, odmítal s ním konzultovat a rušil jeho jmenování. Panovník k Sia Jenovi postupně ochladl, také kvůli jeho rezervovanému postoji k taoistickým rituálům a modlitbám; naopak Jen Sung císařův zájem o taoismus silně podporoval. Nakonec v únoru 1548 v záležitosti tažení do Ordosu Sia Jen akci podpořil bez uvědomění Jen Sunga, měl tak za ni odpovědnost a když císař – pod dojmem nepříznivých věšteb a zpráv o nespokojenosti v sousedící provincii Šen-si – svou podporu tažení stáhl, nepřátelé Sia Jena, včetně Jen Sunga, se proti Sia Jenovi postavili s řadou obvinění a dosáhli jeho popravy.
Poté v letech 1549–1562 sekretariát ovládal Jen Sung. Panovníka zahrnul pozorností a pracovitostí a současně vytlačoval od moci kolegy. Desetiletí politických krizí a problémů přežil tak, že rozhodnutí i odpovědnost za ně přesouval na odpovědná ministerstva a úřady; tak za jednání s Mongoly odpovídalo ministerstvo obřadů, a za jejich vypuzení ministerstvo vojenství. Jen Sung se držel dál i od největšího problému tehdejší vlády – státních financí, jejichž řízení ponechal na ministerstvech daní a prací. Ponechal si jen kontrolu nad personálními otázkami a vybranými politickými problémy. Kritiku za korupci a prodávání úřadů odmítal, podařilo se mu přesvědčit císaře, že jde o falešná obvinění a kritici se ho snaží odstranit, protože jim překáží na cestě k moci. Císař, vždy ochotný myslet si o úřednících to nejhorší, mu věřil.
Jen Sung byl roku 1560 už osmdesátiletý a neschopný zastat práci velkého sekretáře, zvlášť, když roku 1561 zemřela jeho manželka a syn, už několik let za něj píšící edikty, odjel domů organizovat pohřeb. Navíc mu oponoval kolega, velký sekretář Sü Ťie. Také císař přestal na Jen Sunga spoléhat a v červnu 1562 ho odvolal. Poté sekretariát vedl Sü Ťie.
S personálními změnami v bezprostředním okolí císaře se posouvalo i zaměření a styl císařovy politiky. V první fázi své vlády Ťia-ťing věnoval velkou pozornost obřadům, podle konfuciánského vidění světa nezbytných k zajištění řádu a pořádku v říši a k podpoření vědomí nadřazenosti vůči nečínským národům. Zdokonalení a uspořádání obřadů mělo z říše Ming vytvořit vzor osvětlující okolní země i celý svět. Císaři v tom významně pomáhal první velký sekretář Čang Fu-ťing. V období Sia Jenovy převahy v sekretariátu se císař stáhl ze Zakázaného města do Západního parku, přestal se věnovat svým veřejným povinnostem, nepustil však z rukou vládu. Mingská Čína tehdy hrozila okolí vojenskou silou, úspěšně v případě Vietnamu, neúspěch při znovudobytí Ordosu však roku 1548 stál Sia Jena život. V následujícím období, v bojích 50. let na severu i na pobřeží, dával Jen Sung přednost politice kompromisu a vyjednávání, doprovázené korupcí. Ve čtvrté fázi Ťia-ťingovy vlády, po pádu Jen Sunga roku 1562, se pod vlivem schopností a energie velkého sekretáře Sü Ťiea císař vrátil k zájmu o dobrou správu země. Ťia-ťingovu vládu po svržení Jang Tching-chea tak lze rozčlenit na období Čang Fu-ťingovy ideologické přísnosti, Sia Jenova energického expanzionismu, Jen Sungovy samolibé zkorumpovanosti a Sü Ťieových nápravných reforem.

### Organizace vlády
Důležitým prvkem rozhodovacího procesu od počátku říše Ming byl systém meziresortních konzultací mezi vysokými úředníky. Memoranda a návrhy bývaly předloženy debatě „devíti ministrů“, generálů ústředních vojenských komisí a dalších úředníků, výsledek diskuzí byl předložen císaři k definitivnímu rozhodnutí. Velcí sekretáři organizovali oběh memorand, neměli však rozhodovací pravomoc. Císař Ťia-ťing zdůrazňoval, že významná rozhodnutí musí být prodiskutována dvorem, a povzbuzoval úředníky k vyjádření, v případě vysokých vládních hodnostářů povinnému.
V raně mingském období systém tíhl k ospravedlňování rozhodnutí císařů (zejména po krizi v roce 1380), jelikož neexistovala sociální základna pro diverzifikaci postojů. S krizemi poloviny 15. století se situace změnila a byla zřejmá nutnost politických změn. S příchodem úředníků spjatých s obchodem se objevil i základ pro posuzování problémů z různých hledisek. Úředníci využívali systém k diskuzi, budování sítí podpory, lobbování, vytlačování odpůrců z pozic a někdy i sabotování jejich politik.

### Atentáty a přesídlení do Západního parku

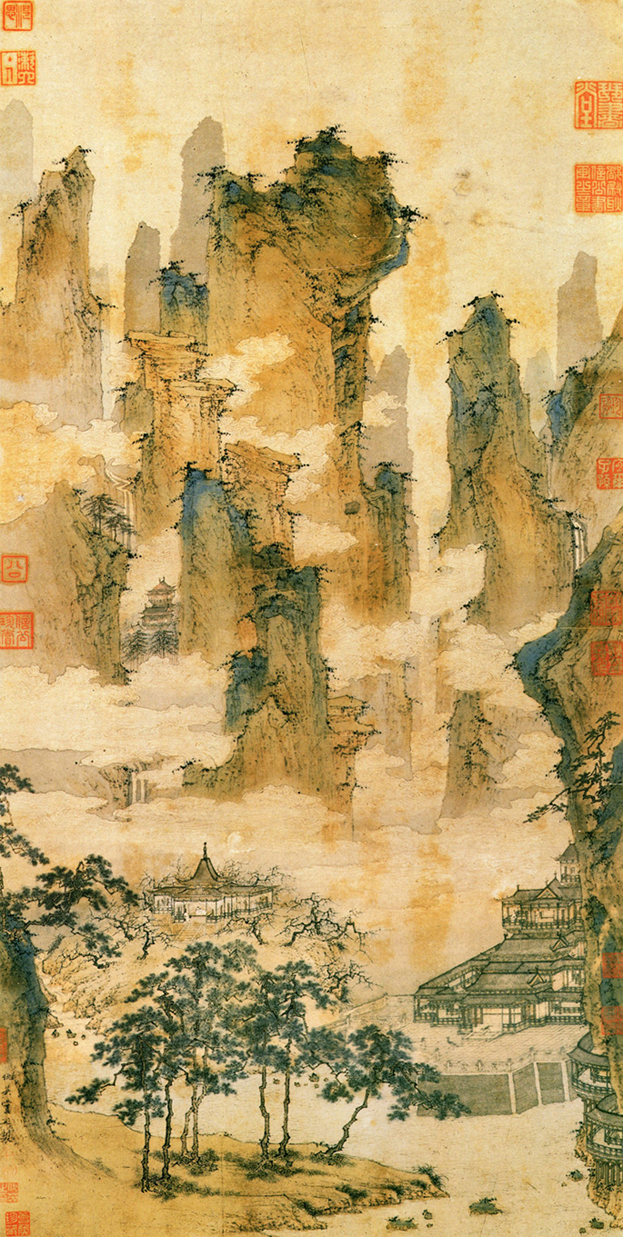
Čchiou Jing: Pavilón v horách nesmrtelných, 1550, Národní palácové muzeum, Tchaj-pej

Císařův tvrdý postup vůči nesouhlasícím mu vynesl mnoho odpůrců a útoky na jeho život. Tak roku 1539 při cestě na jih do An-lu opakovaně vzplála jeho dočasná sídla. Nejvážnější incident proběhl 27. listopadu 1542, když se císaře pokusila uškrtit skupina jeho konkubín. U jedné z nich usnul, ta přivolala ostatní a začaly ho škrtit hedvábnou šňůrou. Jedna však zpanikařila a zavolala eunuchy, kteří informovali císařovnu Fang. Panovník se probral až po osmi hodinách bezvědomí. Nemohl však zatím mluvit, císařovna proto svým jménem přikázala popravu všech žen skutečně i údajně zapletených do atentátu. Motivy dívek nejsou jasné, snad jím bylo císařovo kruté chování k nim (které snad souviselo s jeho hledáním dlouhého života).
Po atentátu se Ťia-ťing zcela stáhl z formálního života dvora i ze Zakázaného města a přesídlil do paláce Jung-šou (Palác věčného života) v Západním parku Císařského města, kde občas pobýval od roku 1539.
Západní park ležel v západní třetině Císařského města oddělený od něho a Zakázaného města soustavou tří jezer zvaných Tchaj-jie-čch’, táhnoucích se v délce více než dva kilometry od severu k jihu a zabírajících polovinu rozlohy parku. Císař budoval Západní park jako komplex, v němž by žil a našel nesmrtelnost. Západní park byl totiž od počátků mingské doby vnímán jako připomínka zemí nesmrtelných. Ťia-ťinga to v jeho zaujetí taoismem a nesmrtelností zaujalo a snažil se areál přebudovat v souladu s dobovými názory na země neumírajících. Názvy paláců i oděvy služebníků a úředníků uvedl do souladu s taoistickou symbolikou, prováděly se taoistické obřady, chovala zvířata a pěstovaly rostliny s věštebnými účely. Po smrti císaře byla většina jím postavených budov stržena, do moderní doby přežil pouze jediný chrám, Ta-kao-süan tien.
Ve svém paláci v Zakázaném městě po roce 1542 nikdy více nežil. S přesídlením panovníka do Západního parku se tam ze Zakázaného města přesunulo i administrativní centrum říše a zesílila císařova izolace od byrokracie. Už roku 1534 přestal pořádat císařské audience. Poté jeho rozhodnutí sdělovala ministerstvům a ostatním úřadům malá skupina rádců, která měla přístup k císaři. Tvořili ji velcí sekretáři, ministr obřadů a několik vojenských velitelů. Zrušení audiencí však neznamenalo nezájem o vládu, císař zprávy a podání úředníků pečlivě četl a běžně pracoval až dlouho do noci.

### Obliba taoismu

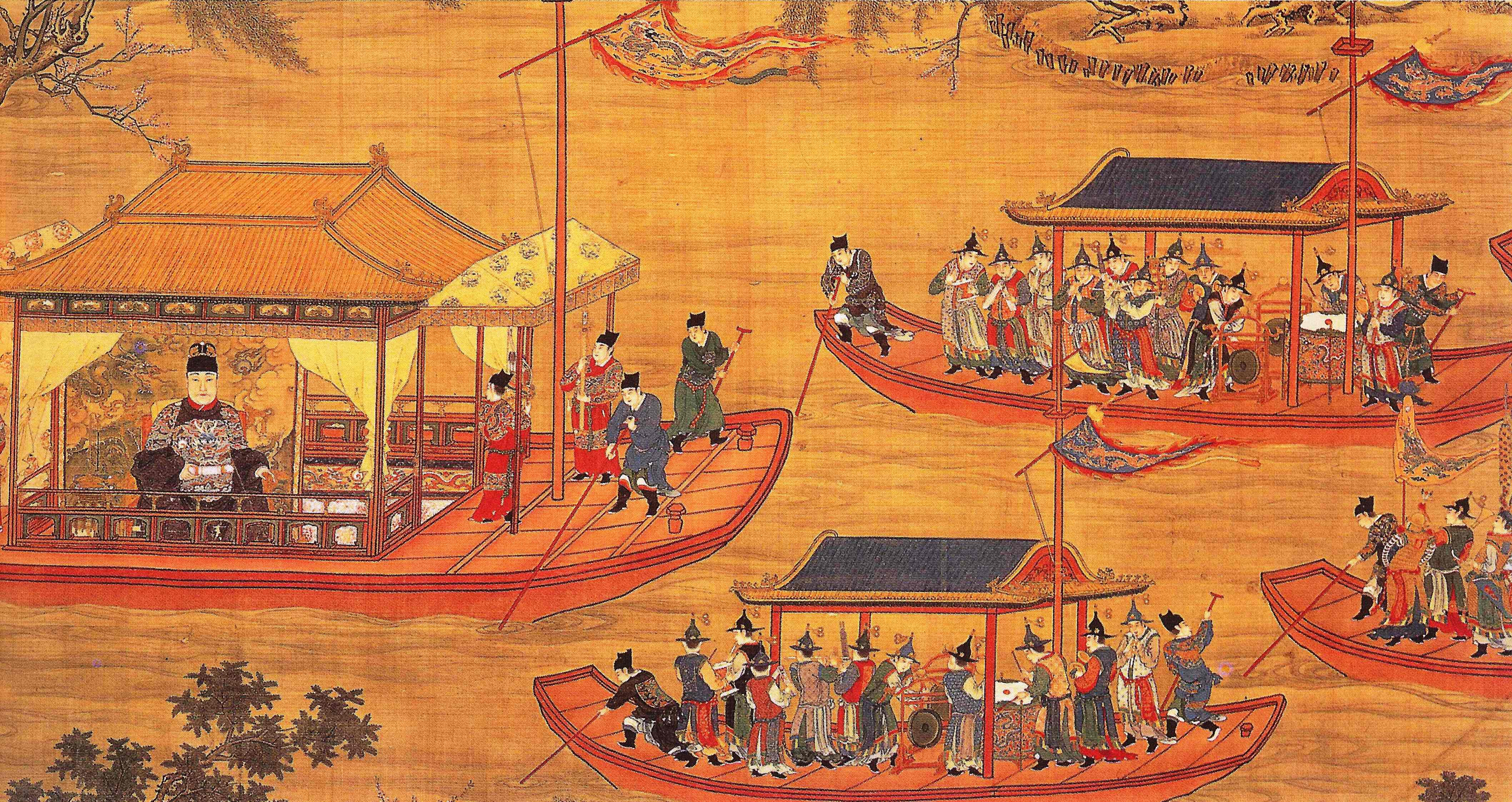
Císař Ťia-ťing na projížďce lodí, detail svitku neznámého dvorního malíře, kolem 1538, Národní palácové muzeum, Tchaj-pej

Od počátku vlády Ťia-ťing tíhl k taoistické víře s jejím nadpřirozenem a hledáním nesmrtelnosti. Snad jej přitom ovlivnilo dětství prožité v Chu-kuangu, tamní lidé byli totiž všeobecně považováni za pověrčivé. Ťia-ťingova podpora taoismu však nebyla bez hranic. Tak roku 1527 ministři a velcí sekretáři Kuej E, Fang Sien-fu, Jang I-čching a Chuo Tchao navrhli přísnější regulaci zakládání nových taoistických a buddhistických chrámů a klášterů a zrušení ženských klášterů a chrámů, konfiskaci jejich majetku, a navrácení buddhistických mnišek i taoistických kněžek světskému životu. Panovník podepsal připravený dekret. Když však císař v prvních deseti letech vlády neměl dědice a někteří vysocí úředníci naznačovali, že taoistické modlitby a rituály mohou problém vyřešit, měl o ně větší zájem, který ještě zintenzívnil po atentátu z roku 1542.
Na taoistické obřady Ťia-ťing nešetřil výdaji ani časem. Taoisté si pro potřeby modliteb vyžádali mimo jiné desítky kilogramů zlatého prachu, císař jim nechal postavit chrámy, na které bylo dopraveno množství dřeva ze vzdáleného S’-čchuanu, daroval jim cennosti. Mezi taoisty věnoval od roku 1526 přízeň zvláště Šao Jüan-ťieovi a jeho modlitbám za déšť a proti pohromám. Po narození prvních císařových synů (nejstarší zemřel malý 1533, druhý se narodil 1536) ho vyznamenal. Šao Jüan-ťien zemřel 1539; nahradil ho Tchao Čung-wen, který posílil císařovu víru v taoismus a získal respekt ke své osobě předpovězením požáru na cestě na jih do An-lu. Tchao Čung-wen nabízel císaři afrodisiaka a elixíry nesmrtelnosti na bázi suříku a arseniku. V září 1540 císař informoval vládu, že se v příštích letech stáhne do soukromí k hledání nesmrtelnosti. Úředníci byli zděšeni a preparáty kritizovali jako toxické. Otevřené kritiky císař popravil a v následujících desetiletích se pomalu trávil elixíry.
Po roce 1545 se císař začal ve státních záležitostech spoléhat na věštby. Organizoval je Tchao Čung-wen, který tak mohl ovládat jejich výsledky. Jen Sung se také účastnil věštění, protože v něm viděl možnost jak usměrnit politiku vhodným směrem. Panovníkova snaha o nesmrtelnost zahrnovala i sex s mladými dívkami, kterých za tímto účelem s Tchao Čung-wenem shromáždil 960, a výzvu úředníkům celé země, aby hledali a zasílali magické byliny. Po Tchao Čung-wenově smrti v listopadu 1560 už císař nenašel taoistického adepta, který by mu vyhovoval.
Ve spojení s taoistickými modlitbami se oživila a rozvíjela literární forma čching-cch’ (青詞), poetický styl modliteb plný narážek; i císařova obliba úředníků více závisela na jejich umění psaní v tomto stylu než na státnickém umění. Jen Sung a Sia Jen, zvláště dovední v tomto stylu, byli proto pohrdavě zváni čching-cch’ caj-siang (čchingcch’oví rádci).

## Hospodářství

### Přírodní pohromy a ekonomika

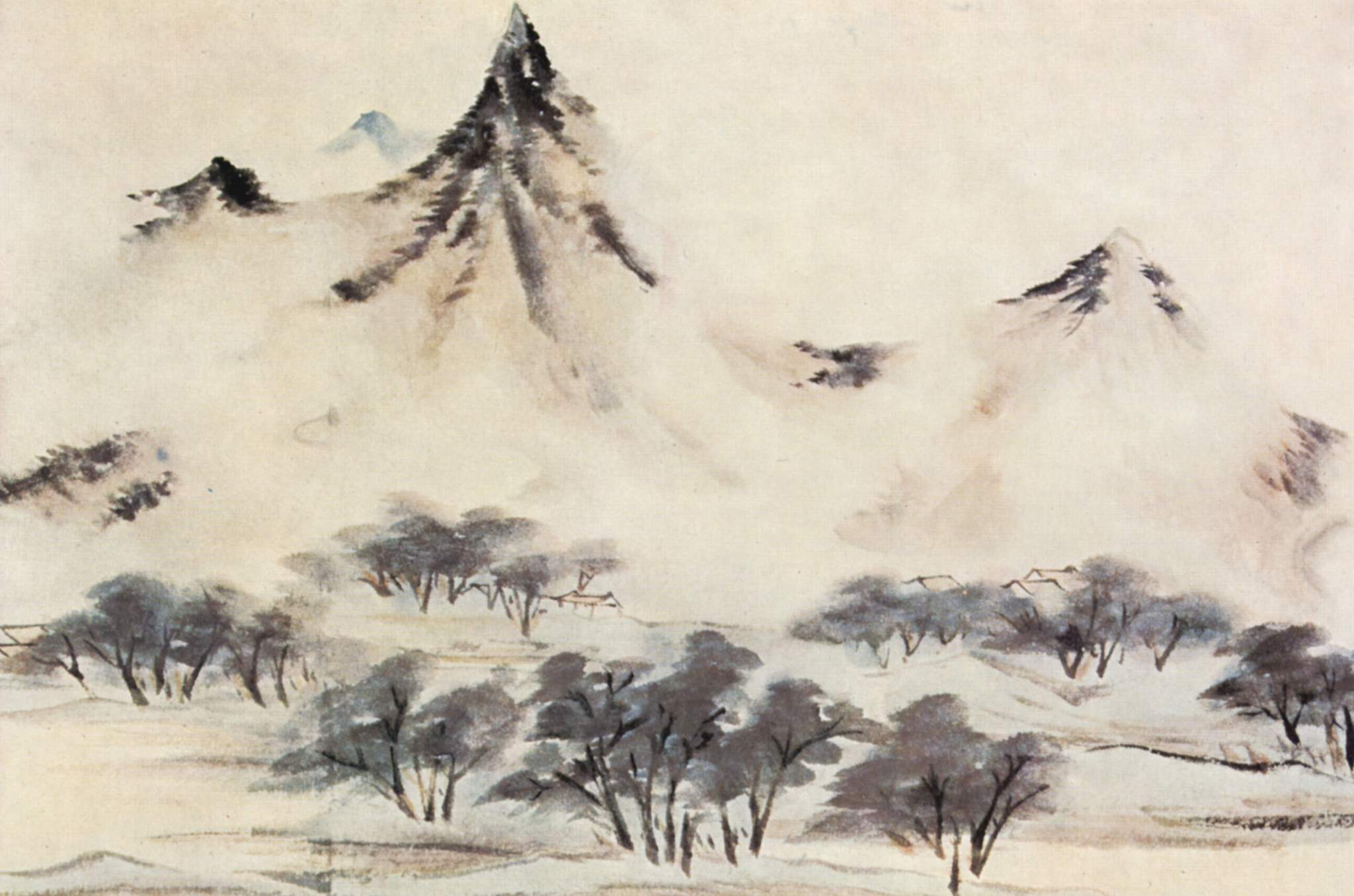
Čchen Čchun: Hory v mracích, 1535, Freer Gallery of Art, Washington, DC

Během panování Ťia-ťinga bylo podnebí chladnější a vlhčí, než v předešlých letech, ke konci byly zimy teplejší. Teploty byly o 1,5 stupně nižší než ve druhé polovině 20. století. Záplavy postihovaly jih i sever Číny, sucha především povodí Jang-c’-ťiang. Roku 1528 v Če-ťiangu, Šan-si, Šen-si a Chu-peji nastalo nejhorší sucho za celou mingskou éru, při němž v Che-nanu a Ťiang-nanu místy zemřela polovina obyvatel. Ťiang-nan trpěl suchy, epidemiemi, dešti a hladomory až do konce 40. let 16. století.
Čas od času ničila zemi zemětřesení, kterých bylo za vlády Ťia-ťinga celá řada a v mnoha oblastech. Například během deseti měsíců od července 1523 do května 1524 je zaznamenáno 38 zemětřesení, v Nankingu jich proběhlo patnáct v jednom měsíci roku 1525. Nejhorší následky mělo zemětřesení z 23. ledna 1556, které zasáhlo provincie Šen-si, Šan-si a Che-nan. V Šen-si byly celé regiony (Wej-nan, Chua-čou, Čchao-i a San-jüan) v troskách, Žlutá řeka i řeka Wej se vylily z břehů, otřesy v některých místech trvaly několik dní. Obětí katastrofy se stalo na 830 tisíc lidí, zemřelo i několik bývalých ministrů. Postiženým oblastem musely být odpuštěny daně na několik let.
Přes občasnou nepřízeň přírody byla první polovina 16. století dobou hospodářského vzestupu, růstu zemědělství i řemesel, i když daně, zejména daně z nově obdělané půdy, z obchodu a řemeslné výroby stát nebyl chopen získat a fakticky nebyly naplňovány kvóty a příjmy stanovené o století dříve.

### Nové plodiny z Ameriky
V éře Ťia-ťing se soubor zemědělských plodin pěstovaných čínskými rolníky začal rozšiřovat o druhy pocházející ze střední a jižní Ameriky. Ve 30. letech 16. století je doloženo pěstování podzemnice olejné v Ťiang-nanu, s tím, že se tam rozšířilo z Fu-ťienu. Fuťienští rolníci ji zřejmě získali od portugalských námořníků. Sladké brambory jsou k začátku 60. let 16. století doloženy v Jün-nanu, kam se zřejmě dostaly přes Barmu. O jejich přítomnosti na jihovýchodním pobřeží (Fu-ťienu a Kuang-tungu) se tehdejší autoři začínají zmiňovat až v posledních desetiletích 16. století, to jest v éře Wan-li. Pěstování kukuřice je doloženo počátkem 50. let 16. století ve vnitrozemském Che-nanu, ale nejspíše byla získána od Evropanů o několik desetiletí dříve, a již před polovinou 16. století zasílána jünnanskými domorodci do Pekingu jako součást tributu. Kukuřici si Číňané neoblíbili a její pěstování na téměř tři století zůstalo záležitostí menšinových národů jihozápadu Číny; v Číňany osídlených regionech se ve větším měřítku začala pěstovat až od 18. století.

### Státní finance počátkem vlády Ťia-ťinga
Jang Tching-che s nástupem Ťia-ťinga zahájil program drastických úspor. Během předcházejícího století totiž výrazně vzrostl počet hodnostářů vyplácených státem. Počet důstojníků se zvýšil z necelých 13 tisíc začátkem panování Chung-wua (vládl 1368–1398) a 28 tisíc na jeho konci na 100 tisíc roku 1520; z velké části žili v metropoli a okolí. Značná část z nich byli nadpočetní důstojníci, kteří fakticky u vojsk nesloužili. U civilních úředníků byla situace obdobná a tak celkem k výživě státních úředníků, vojáků a důstojníků stát dovážel do Pekingu kolem 4 milionů tanů zrna ročně, které bylo rozdělováno po 1 tanu (107,4 litru) na osobu a měsíc, celkem cca 300 tisícům osob. Jang Tching-che roku 1522 situaci rázně rozřešil, když zrušil platby 148 700 nadpočetným a čestným důstojníkům a úředníkům, čímž snížil státní výdaje o 1,5 milionu tanů zrna ročně.
V polovině 16. století mohly úřady, v důsledku Jang Tching-cheových úspor, zmíněných 1,5 milionu tanů daně placené v zrnu převést na daň placenou ve stříbře, což významně pomohlo státním financím.

### Státní finance ve 40.–60. letech

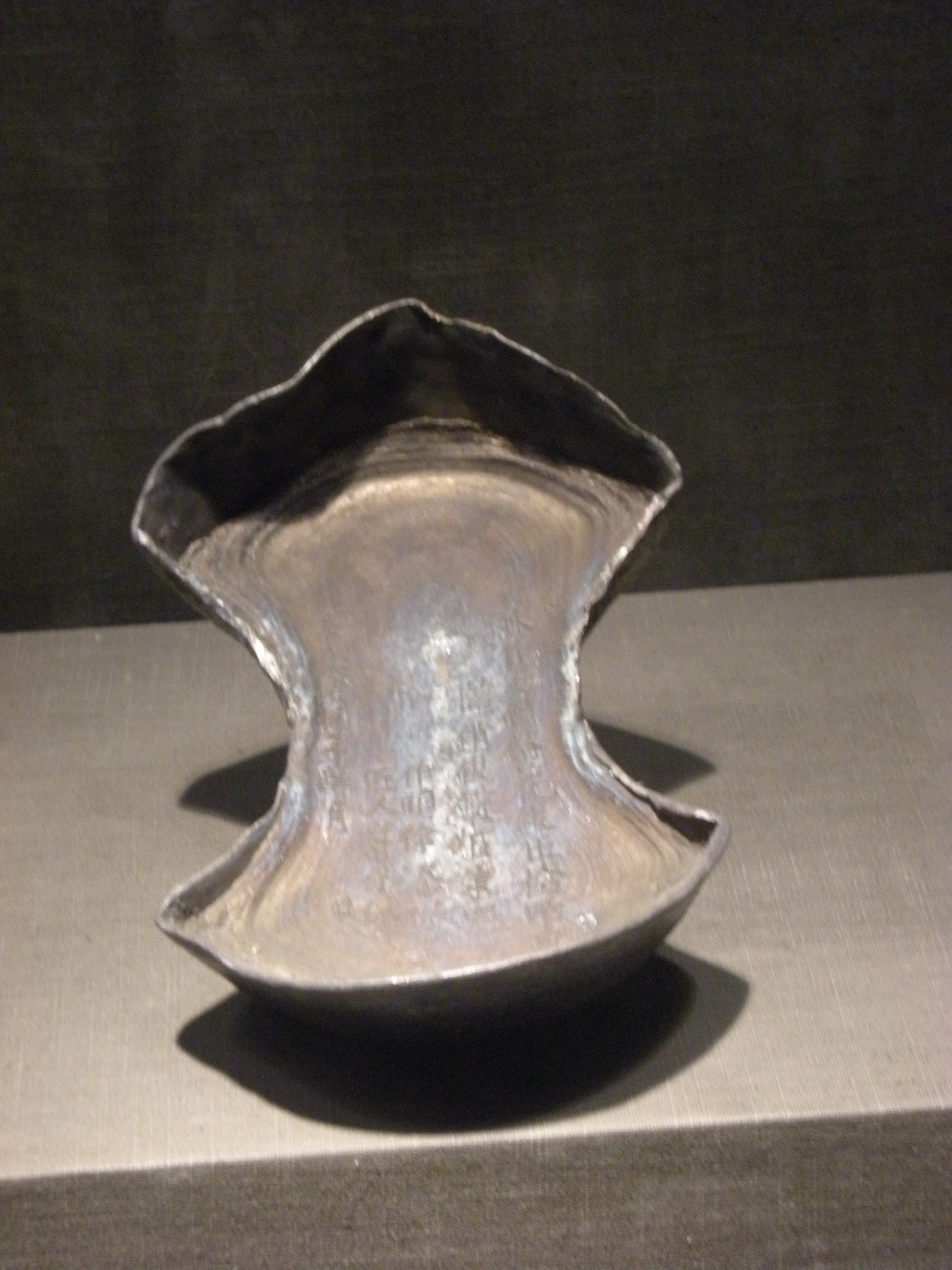
Stříbrný slitek z mingské doby, Chupejské provinční muzeum, Wu-chan

Přes úspory v polovině 20. let zůstávala finanční situace státu problematická. Nákladné stavební akce vedly v prvních letech éry Ťia-ťing k úbytku zásob zrna (z 8–9 let výdajů na 3 roky) a vyčerpání rezerv stříbra nahromaděných ve 20. letech. Roku 1540 byl odvolán ministr daní, když odmítl odsouhlasit zvýšení počtu dělníků na veřejných pracích (kterých bylo 40 tisíc), s odůvodněním, že náklady na rekonstrukci paláců, obřadních oltářů a chrámů dosáhly od počátku vlády Ťia-ťinga už 6 milionů liangů (224 tun) stříbra a že nemá prostředky pro udržení tempa stavebních prací. Císař některé projekty zrušil, nikoliv však nejdražší stavby v Západním parku.
Příjmy pokladny Tchaj-cchang, která soustřeďovala příjmy ministerstva daní ve stříbře, byly po roce 1532 průměrně 2 miliony liangů (74,6 tuny) stříbra za rok, z nich 1,3 milionu šlo na pohraniční obranu. Ve 40. letech však roční výdaje stříbra dosáhly 3,47 milionů liangů při deficitu 1,4 milionu. Ministerstvo daní zavedlo přísnější sledování příjmů a výdajů úřadů a předkládání závěrečných účtů koncem roku, deficity však nezmizely. Roku 1541 bylo z přebytku zrna vzniklého v důsledku úsporných opatření Jang Tching-chea 1,2 milionu tanů přeměněno na platby ve stříbře, po pěti letech bylo rozhodnutí zrušeno, ale později opět obnoveno. Začátkem 50. let bylo takto nahrazeno stříbrem 1,7 milionu tanů zrna, což umožnilo zvýšit roční příjem pokladny Tchaj-cchang z 2 na více než 3 miliony liangů. Po roce 1540 se převod daní z naturálií na stříbro stal obecným, byť se přepočet daně v zrnu na stříbro a podíl takto upravených daní různil okres od okresu.
V 50. letech rostly státní výdaje, řádné i mimořádné. Zdvojnásobily se náklady na řadu vojenských posádek na severní hranici, ranami pro státní finance bylo zemětřesení z roku 1556 a požár tří audienčních paláců a jižní brány Zakázaného města roku 1557. Paláce byly znovu stavěny pět let za velkých nákladů (statisíců liangů stříbra). Roku 1561 zase vyhořel císařův palác v Západním parku, taktéž znovu vystavěný. Roční výdaje státu ve stříbře v 50. letech kolísaly mezi 3 a 6 miliony liangů, ale řádné příjmy dosahovaly sotva 3 milionů. Chybějící prostředky byly hrazeny mimořádnými daněmi, úsporami, a nakonec převody z osobní císařovy pokladny, často úplně vyprázdněné. Roku 1552 ministr daní navrhl dodatečnou daň ve výši dvou milionů liangů uvalenou na bohaté prefektury Ťiang-nanu, císař souhlasil a postup byl opakován. Ťiang-nan však v 50. letech opakovaně napadali piráti a postihovaly přírodní katastrofy, proto byl problém vybrat i obvyklé daně. Vyčerpané místní úřady neměly prostředky k řešení povodní a neúrod, a vláda nereagovala, dokud se uprchlíci a s nimi epidemie neobjevili v ulicích Pekingu. Vojenské operace na jihovýchodě Číny byly zase hrazeny daněmi vymáhanými v zasažených regionech (obvykle ve formě příplatků k pracovní povinnosti), které už zůstávaly natrvalo, dokud některé (celkem v hodnotě 400–500 tisíc liangů) nebyly roku 1562 zrušeny.
Úspory a šetření měly i negativní důsledky, roku 1560 se (po zdvojnásobení tržní ceny rýže na 0,8 liangu stříbra za tan) vzbouřila nankingská posádka a musela být uklidněna rozdělením 40 tisíc liangů (1492 kg) stříbra. Vojáci nebyli potrestáni.
Problémem byly i platy členů císařského rodu, které začátkem 60. let převýšily 8,5 milionů tanů zrna a ještě nestačily vysokému počtu členů rodu. Císař se omezil pouze na diskutování otázky, dokud se roku 1564 nesrotilo na 140 členů císařského rodu před palácem guvernéra Šen-si s požadavkem na výplatu dlužných platů – což představovalo přes 600 tisíc tanů zrna – přičemž místní úřady byly schopny shromáždit pouze 78 tisíc liangů stříbra. Císař dotyčné vyloučil z císařského rodu, problém však zůstal.

### Reformy pozemkových daní
Poptávka vlády po příjmech ve stříbře vedla k zavádění reformy jediného prutu, počínající od jihovýchodního pobřeží, kde byl v důsledku rozvinutého obchodu dostatek stříbra. Od 30. do 70. let 16. století bylo hlavním zdrojem stříbra pro Čínu západní Japonsko, kde byla objevena nová ložiska. V 50.–60. letech, když v souvislosti s násilnostmi na čínském pobřeží čínští obchodníci zajížděli do Japonska omezeně, převzali roli prostředníka mezi Japonskem a Čínou Portugalci.
Reformy, shrnované pod název reforma jediného prutu, zahrnovaly řadu jednotlivých opatření zaváděných na různých místech v různých kombinacích, patřily mezi ně přiřazení povinných robot k pozemkům (místo k poplatníkům), zavedení ročních plateb místo desetiletého cyklu odvodů systému li-ťia, nahrazení povinné práce daňovými platbami, sloučení různých poplatků a povinných služeb do jedné platby, zjednodušení kategorizace půdy. Od 1522 byla (zpočátku v jednom okresu) používána metoda přepočtu daní, v níž byla pozemková daň rozdělena i na nově zúrodněnou půdu, přičemž přepočet rozlohy polí na fiskální mu zohledňoval i úrodnost a další okolnosti, což zjednodušilo výpočet daně poplatníkům. Metoda se rozšířila na severu i jihu. Vláda ji střídavě podporovala i zakazovala (protože výpočty a přepočty dělali nižší úředníci podle vlády notoricky náchylní ke korupci). Úpravy a vyrovnání daní vedly zpravidla k růstu cen pozemků a tržní aktivity. Nové lokální katastry někdy vedly i k pořízení registrů pozemků podle domácností, které nahradily neaktuální Žluté registry.

## Kultura

### Filozofie

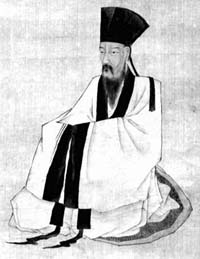
Portrét Wang Jang-minga

Počáteční léta Ťia-ťingovy vlády byla posledními roky života státníka a filozofa Wang Jang-minga († 1529). Neúčastnil se sporu o obřady, jeho žáci však sympatizovali s císařovým „sledováním vnitřního morálního hlasu“. Wang byl odvolán ze státní služby už za Čeng-teho, přes oslnivé vítězství nad povstáním knížete z Ning. Měl mimořádnou reputaci úspěšného státníka, roku 1525 proto ministr obřadů Si Šu navrhoval jeho znovupovolání do úřadu. Nicméně návrh se setkal s odporem velkých sekretářů Kueje E a Jang I-čchinga, jejichž vliv by s příchodem Wanga do Pekingu poklesl, proto ho radši poslali na jihovýchod s úkolem potlačit povstání v Kuang-si.
Wang Jang-mingovo nové pojetí neokonfuciánské filozofie, soustředěné na pojem sin (srdce/mysl) bylo představiteli oficiální čusistické ortodoxie kritizováno a jeho učení zakazováno, rehabilitován byl až roku 1567, po Ťia-ťingově smrti. Přesto se jeho názory rozšířily po celé zemi. S šířením Wang Jang-mingova učení se jeho stoupenci rozdělili do množství regionálních škol. Nejpřesněji Wangovy myšlenky interpretovala ťiangjouská škola, jejímž vůdčími postavami byli Luo Chung-sien, Cou Šou-i, Ou-jang Te a Nie Pao. Nejradikálnější byla tchajčouská škola (Wang Ken, Che Sin-jin a další).
Někteří neokonfuciáni nesouhlasili ani s Wang Jang-mingem, ani s Ču Siho názory na počátek vesmíru, a zaměřili se na rozpracování pojmu čchi. Tak Wang Tching-siang vycházel z myšlenek sungského Čang Caje a mingského Süe Süana a tvrdil, že vesmír nepovstal z principu li, ale z prvotní energie čchi (jüan čchi). Podobně Luo Čchin-šun pokládal energii za prvotní a princip za zdroj jejího řádu a pravidelnosti. Oba se přitom snažili posunout filozofii od moralizování k empirismu, což byl směr, který v čínském konfuciánství převládl o století později, v raně čchingském období.

### Malířství a kaligrafie

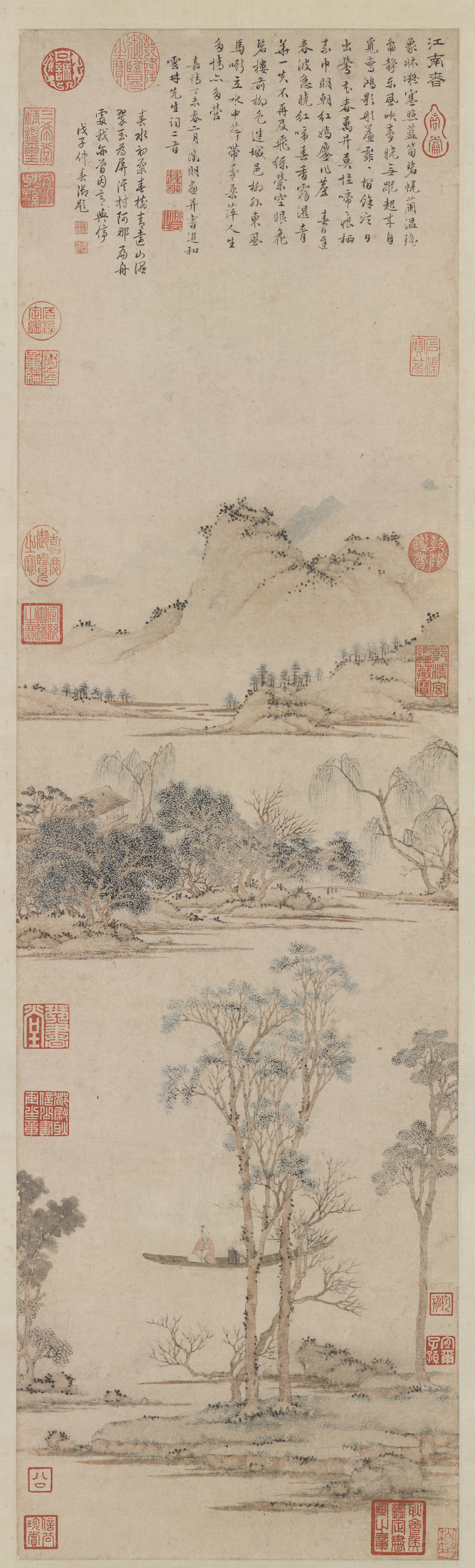
Wen Čeng-ming: Jaro v Ťiang-nanu, detail dolní poloviny obrazu, 1547, Národní palácové muzeum, Tchaj-pej

V éře Ťia-ťing byl centrem umělecké tvořivosti bohatý Ťiang-nan se střediskem v Su-čou, kde se více než jinde soustředili vzdělanci, pro které bylo umělecké sebevyjádření důležitější než úřední kariéra. Podle starého názvu regionu se jim dostalo označení škola Wu. Nejpřednější a nejcharakterističtější z malířů školy Wu byli Wen Čeng-ming a Čchen Čchun. Wen Čeng-ming zvládl rovnoměrně básnictví, kaligrafii i malbu. Maloval jednobarevné nebo lehce barevné krajiny ve stylu Šen Čoua i „zelenomodré krajiny“ v tchangském stylu. Je s ním spojeno obnovení tradice jižního amatérského malířství. Wen Čeng-mingův žák Čchen Čchun přinesl originalitu do žánru květin a ptáků, jako kaligraf byl známý svým konceptním písmem. Wen Čeng-ming měl mnoho žáků a následovníků, patřili k nim i jeho synové a malíři Wen Pcheng a Wen Ťia, Wen Pcheng získal uznání i pro své konceptní písmo a proslavil se řezbou pečetí. Uznávány byly i malby Wen Čeng-mingova příbuzného Wen Po-žena a také Čchien Kua a Lu Č’a.
V Su-čou a okolí pracovalo v éře Ťia-ťing i mnoho umělců ke škole Wu nepočítaných, byť jí ovlivněných – například Čchiou Jing a Sü Wej. První patřil ke konzervativnímu křídlu jižní tradice. Sü Wej se od konzervativního výrazu odpoutal, jeho malby jsou typické úmyslnou nedbalostí a zjednodušením formy, čímž dosáhl výjimečné věrohodnosti a výraznosti kompozic. Čchiou Jingova díla byla mezi veřejností populárnější než tvorba vzdělanců a úředníků, tzv. literátské malířství, proto obchodníci jeho jménem podepisovali množství obrazů, často vzdálených jeho stylu.

### Poezie, drama

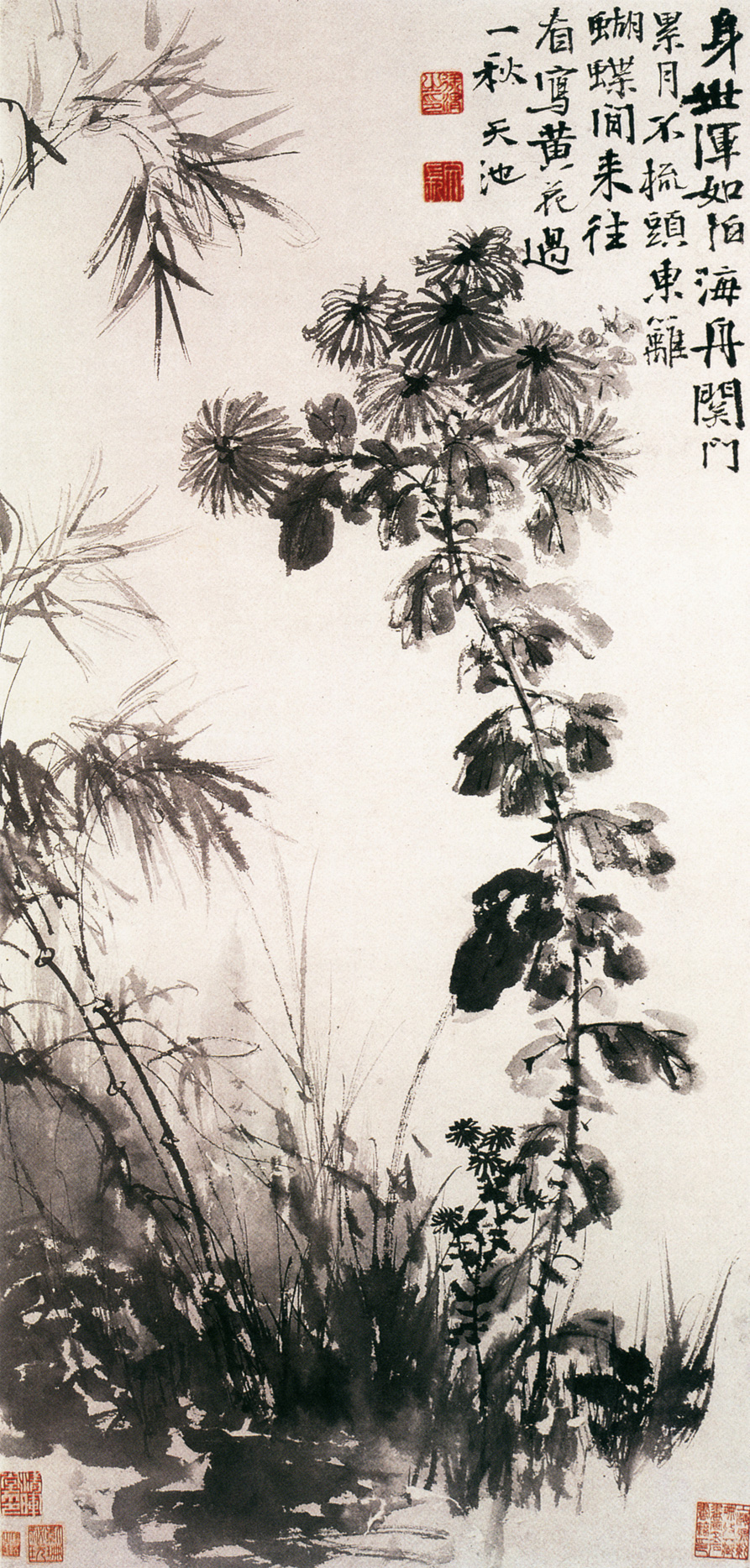
Sü Wej, Chryzantéma a bambus, 16. století, Liaoningské provinční muzeum, Šen-jang

Směr literárního dění předešlé éry Čeng-te a počátků éry Ťia-ťing určovalo dřívějších sedm mistrů v čele s Li Meng-jangem a Che Ťing-mingem, patřil k nim i Wang Tching-siang. Jejich programem bylo odmítnutí poezie kabinetního stylu udávající tón v básnictví 15. století, kterou měli za svázanou konvencemi a prázdnou, bez výrazu a citů. Za vzor si brali chanskou a čchinskou prózu a tchangskou a starší poezii, zejména básníky vrcholného tchangského období. V druhé čtvrtině 16. století na ně navázal Sie Čen, první z pozdějších sedmi mistrů. V čele pozdější sedmičky stál Li Pchan-lung, největším básníkem z ní byl Wang Š’-čen.
Obě sedmice měly velký vliv na básníky mingské Číny a jejich básnický styl byl po mnoho desetiletí nejpopulárnější. Někteří literáti však považovali jejich zásady za příliš svazující a končící v pouhém kopírování vzorů bez vlastní invence. Mezi takové patřil Süe Chuej, nebo Jang Tching-cheův syn Jang Šen, jehož tvorba si získala mnoho obdivovatelů. Nejvíce ceněná byla sbírka básní, které si na dálku vyměňoval se svou ženou Chuang O, také nadanou básnířkou, když po roce 1524 žil ve vyhnanství. Vůči převládajícímu proudu obdivu k „tchangské poezii a chanské próze“ se vymezilo i osm talentů éry Ťia-ťing, kteří si za literární vzory brali autory tchangské a sungské doby. Nejvýznamnější z osmi talentů byli Li Kchaj-sien, Wang Šen-čung a Tchang Šun-č’.
K významným dramatikům, v žánru severních her ca-ťü, patřili Kchang Chaj a Wang Ťiou-s’. Po nich se dramatu věnoval zejména Li Kchaj-sien, který publikoval jüanská ca-ťü a skládal hry v jižním stylu čchuan-čchi, a pak Sü Wej, nejslavnější mingský autor ca-ťü. Autoři Li Kchaj-sienovy generace však byli poslední, kteří vynikli v severním dramatu, po nich jednoznačně převážily hry jižní.

## Zahraniční vztahy a vojenství

### Turfan
Roku 1513 Mansúr, sultán Turfanu, obsadil Chami, a pustošil čínská území dále na východě. Sajjíd Husajn, Mansúrův vyslanec v Pekingu, zprostředkoval dohodu, podle níž si Mansúr nechal Chami a byl obnoven (tributní) obchod. Roku 1521 byl však Sajjíd popraven pro zradu, turfanské poselstvo vypovězeno z Pekingu a vůči Turfanu zaujat nepřátelský postoj, který prosadil Jang Tching-che. Následkem bylo obnovení bojů, roku 1524 Turfanci zaútočili i na Kan-čou. Útočníkům se mingská vojska (složená většinou z Mongolů) úspěšně postavila, ale boje pokračovaly do roku 1528, kdy se Mansúr vrátil k taktice drobných nájezdů.
Roku 1528 se západní hranice opět přihlásila: Ilan, jeden z generálů Mansúra, obdržel azyl na mingském území. Mansúr zažádal o jeho vydání, výměnou za Chami. Současně žádal o obnovení obchodu zastaveného roku 1524. Wang Ťiung (ministr vojenství pověřený záležitostmi západních hranic), Čang Fu-ťing a Kuej E obnovení obchodu podpořili proti hlasům, že shovívavost nevyžadující ani formální omluvu se dlouhodobě nevyplatí, a císař rozhodl o vyhovění žádosti. Západní hranice se pak uklidnila, a mingská vláda měla volné ruce proti Mongolům, kteří byli naopak po roce 1528 agresivnější.

### Vietnam
Roku 1537 se u mingského dvora rozhořela debata o Vietnamu. Totiž po narození císařova syna v listopadu 1536 byla s radostnou zprávou rozeslána poselstva do okolních zemí, ale velký sekretář Sia Jen mezi ně odmítl zařadit Vietnam s odůvodněním, že už dvacet let neposílá tribut a současný panovník (Mạc Thái Tông z dynastie Mạc) je nelegitimní. Ministr vojenství a válečnická strana ve vládě vedená Kuo Sünem, markýzem z Wu-ting, reagovali návrhem na trestní expedici. Proti návrhu se zvedla vlna kritiky, jako extravagantnímu a nákladnému. Návrh kritizoval Jen Sung.
V březnu 1537 přibyli do Pekingu vyslanci legitimního vietnamského panovníka (Lê Trang Tông z dynastie Lê), kteří žádali o pomoc proti dynastii Mạc. Císař Ťia-ťing vyslal úředníky vyšetřit situaci, kterou vnímal jako urážku majestátu, a přikláněl se k vojenské akci. Proti ní protestovaly místní úřady v Kuang-tungu, s tím, že Vietnamci nenarušují hranice a výsledek jejich občanské války není jasný. V květnu v Pekingu převážily hlasy pro válku, pod dojmem protestů regionálních úředníků však císař později začal váhat a v červnu vojenské přípravy zrušil. V září 1537 však pod vlivem nových návrhů z regionů přípravu války obnovil.
Na jaře 1538 Ťia-ťing jmenoval velitele tažení, ale když úřady z pohraničí vyčíslily předpokládané náklady a problémy války, a ministerstvo vojenství na císařův dotaz k tomuto reagovalo předložením věci k meziministerským konzultacím, císař válku zrušil. Shromáždění 110 tisíc vojáků v provincii Kuang-si během příprav na válku však znepokojilo Mạc Thái Tônga, který ve snaze o odvrácení invaze roku 1540 postoupil říši Ming sporná pohraniční území a přijal podřízený status svého státu.
Z celé záležitosti si Ťia-ťing odnesl dojem, že úředníci se starají více o své osobní zájmy, než o stát, a nejsou schopni dospět k rozumné politice. Do roku 1540 se tak své vládě do značné míry odcizil a viděl v ní překážku řádného spravování země.

### Mongolové

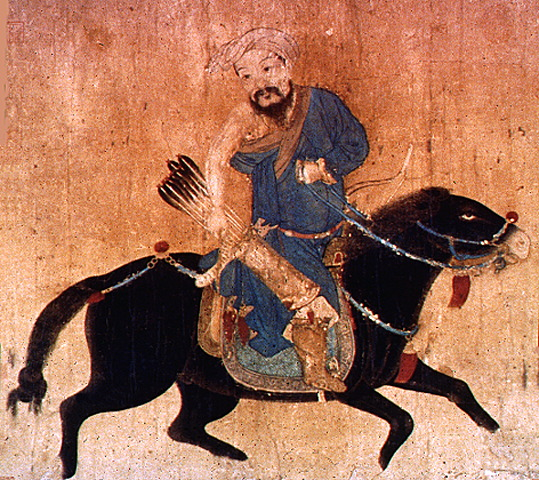
Mongolský jízdní lučištník na čínské miniatuře mingské doby, Victoria and Albert Museum, Londýn

V důsledku vnitřních konfliktů mezi Mongoly neměla s nimi Ťia-ťingova vláda v prvním desetiletí jeho panování mnoho starostí, jejich nájezdy byly ojedinělé. Naopak problematická byla vlastní, mingská, armáda. Už od počátku 16. století narůstaly potíže v pohraničních posádkách, roku 1510 vojáci zabili guvernéra Ning-sia, roku 1521 guvernéra Kan-su. V srpnu 1524 důstojníci a vojáci v Ta-tchungu zabili guvernéra a vypálili vládní budovy. Neklid načas ukončila až poprava vůdců vzpoury v dubnu 1525. Rebelie v Ta-tchungu spojená se smrtí velitele posádky se však opakovala roku 1533, menší vzpoury proběhly v letech 1535 a 1539 a roku 1545 povstali i členové císařského rodu. Vláda na rebelie vesměs reagovala ústupky, což problémy neřešilo.
Po stabilizaci politické situace v Mongolsku pořádali Mongolové nájezdy na mingské území každý rok na jaře a počátkem podzimu. Mingské posádky byly nezřídka nebojeschopné, takže nájezdy byly pro Mongoly efektivní náhradou obchodu. V kontrastu s Vietnamem, ve vztazích s Mongoly císař jednoznačně preferoval sílu a odmítal návrhy na obnovení obchodu. Na druhé straně Altan-chán, který si ve 40. letech zabezpečil postavení vládce Mongolů ve stepích západně a jižně od pouště Gobi, si přál získat čínské zboží. Jeho útoky na mingské území měly za cíl zisk prostředků pro válku s Ojraty, případně zásob potřebných ke zmírnění následků such a hladomorů objevujících se ve 40. a 50. letech.
Mingská vojska byla schopna se menším nájezdům bránit efektivně, rozsáhlé mongolské akce s účastí desetitisíců jezdců však nebyla schopna zastavit, protože než se shromáždily dostatečné síly, Mongolové už byli zpět ve stepi. Mingská vláda reagovala posilováním obrany, budováním opevnění, na které císař neváhal uvolnit značné sumy, posilováním disciplíny, zpravodajskou činností. Příčiny nájezdů však neřešila.
V průběhu 40. i 50. let Altan-chán opakovaně žádal o obnovení obchodu. Císař odmítal, Mongolové si proto potřebné brali silou. V letech 1541–1543 plenili Šan-si, koncem 40. let okolí Pekingu, roku 1550 došli až k pekingským hradbám. Ve snaze o uklidnění situace císař na jaře 1551 povolil otevření pohraničních trhů, ale už po půl roce trhy opět uzavřel a Mongolové se vrátili k nájezdům. Začátkem 50. let se k útokům na Čínu připojili i východní Mongolové plenící Liao-tung. V následujících dvou desetiletích byla v ohni celá severní hranice. Číňané se vesměs omezovali na obranu průsmyků otevírajících cestu do Severočínské nížiny a k Pekingu.

### Vojenské reformy začátkem 50. let

Peking po roce 1553

Šok z nemohoucnosti pekingské posádky při mongolském nájezdu roku 1550 vedl k reformám: bylo zrušeno 12 divizí a západní a východní zvláštní oddíl, místo nich vznikly tři velké sbory celkem se 147 tisíci vojáků. Třem sborům velel Čchiou Luan (s titulem velitele vojenských záležitostí Pekingu, cung-tu ťing-jing žung-čeng, 縂督京營戎政), který získal císařovo uznání během bojů s Mongoly roku 1550. Po Čchiou Luanově smrti (roku 1552) byly pravomoce velitele omezeny a roku 1570 byla funkce zrušena; tři sbory pak měly nezávislá velitelství.
Roku 1552 také císař, když viděl nespolehlivost pekingské posádky, zřídil Palácovou armádu (Nej-wu-fu) složenou z eunuchů. Příští rok bylo obehnáno hradbami jižní předměstí Pekingu, takzvané „Vnější město“.

### Politika zakázaného moře a problémy spiráty

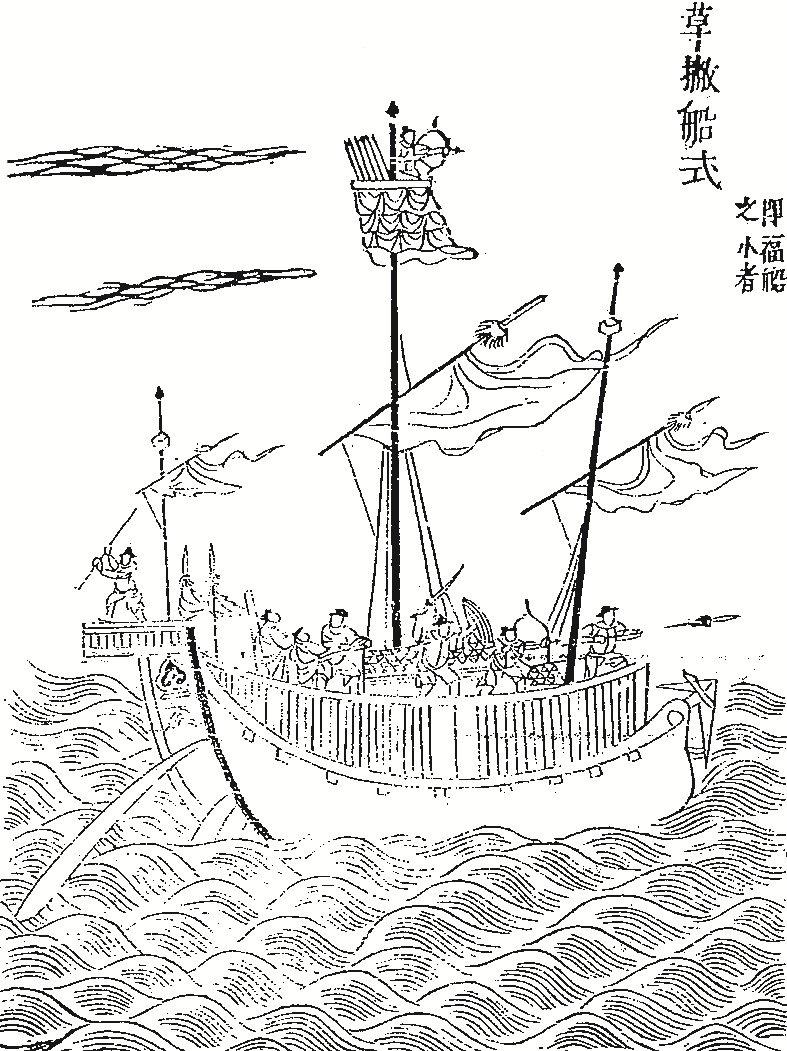
Mingská válečná džunka, ilustrace z Ilustrované knihy pobřežní obrany (Čchou-chaj tchu-pien), Čeng Žuo-ceng, 1562

Zahraniční námořní obchod říše Ming byl omezen politikou „zakázaného moře“, která se snažila obchod omezit na tributní výměnu a odmítala nelicencované soukromé obchodování. Omezení však vláda nedokázala vynutit a zámořský obchod, třebaže ilegální, byl součástí ekonomiky pobřežních oblastí.
Jihovýchodní Čína, zejména oblast Ťiang-nan na dolním toku Jang-c’-ťiang, od konce 15. století zažívala demografický růst, rozvoj komunikačních sítí, komercionalizaci, rozvoj kritického myšlení. S příchodem úředníků vzešlých z prostředí sympatizujícího s obchodem se rozvinuly debaty o vhodnosti a smysluplnosti dosavadní protiobchodní politiky. Za Ťia-ťinga byla proto vláda rozdělena. O povolení zahraničního obchodu se svářily dvě skupiny úředníků a generálů – proobchodní skupina varující před nákladnými boji a snažící se legalizací námořního zahraničního obchodu odstranit příčiny konfliktu; na druhé straně stáli reprezentanti konzervativních pozemkových vlastníků, podporující zákazy a považující válku za nevyhnutelnou v zájmu bezpečnosti a stability země.
Ve 20. a 30. letech 16. století začaly na jihovýchodním pobřeží od Če-ťiangu po Kuang-tung růst pirátské útoky a násilnosti s nimi spojené. Ťia-ťingova vláda na násilnosti a ilegální obchodování reagovala opakovanými zákazy soukromého námořního obchodu a dospěla až k zákazu stavby lodí s dvěma a více stěžni. Navzdory snahám konzervativců námořní obchodní výměna ve druhé třetině 16. století výrazně rostla. Mingský stát totiž během 15. a 16. století z nedostatku jiných alternativ postupně přecházel k platbám daní ve stříbře, těžba stříbra však byla nízká a stát nebyl schopen zajistit jeho dovoz prostřednictvím tributního systému. Vysoce ziskový dovoz stříbra se proto stal záležitostí pašeráků.
Prosazovat zákazy se nedařilo. Místní vojenské posádky pirátům vesměs nekladly vážnější odpor, vojáci měli špatný výcvik i disciplínu, důstojníci neměli bojové zkušenosti a naopak byli zapojeni do ilegálního obchodu. Laxní vymáhání zákazů mělo podporu i některých vysoce postavených úředníků, včetně velkého sekretáře Čang Fu-ťinga.
Ve 40. letech se skupiny pašeráků a pirátů spojovaly a sílily, budovaly si základny na ostrovech u pobřeží. Jejich centrem byl od poloviny 20. let přístav Šuang-jü v souostroví Čou-šan u Ning-po, kam od roku 1539 připlouvali i Portugalci a od roku 1545 Japonci. Koncem 40. a v 50. letech dosáhly násilnosti vrcholu, nájezdy pirátů a pašeráků zasáhly nejen venkov, ale i předměstí velkých měst Chang-čou a Ťia-singu. Ve druhé polovině 50. let se skupině úředníků v čele s Chu Cung-sienem a jejich generálům Jü Ta-jouovi a Čchi Ťi-kuangovi podařilo rozbít pašerácké skupiny a obnovit pořádek v Če-ťiangu, do roku 1563 vyčistili Fu-ťien a v polovině 60. let i Kuang-tung a Kuang-si. Pak pirátství nebylo závažnějším problémem.
Císař Ťia-ťing odmítal uvolnění zákazů; až po jeho smrti, roku 1567, uspěla žádost o zrušení politiky zakázaného moře a umožnění „obchodu se západními i východními moři“. Obchod byl poté soustředěn do fuťienského Měsíčního přístavu (Jüe-kang). Výslovně zůstal zakázán obchod s Japonci.

### Portugalci

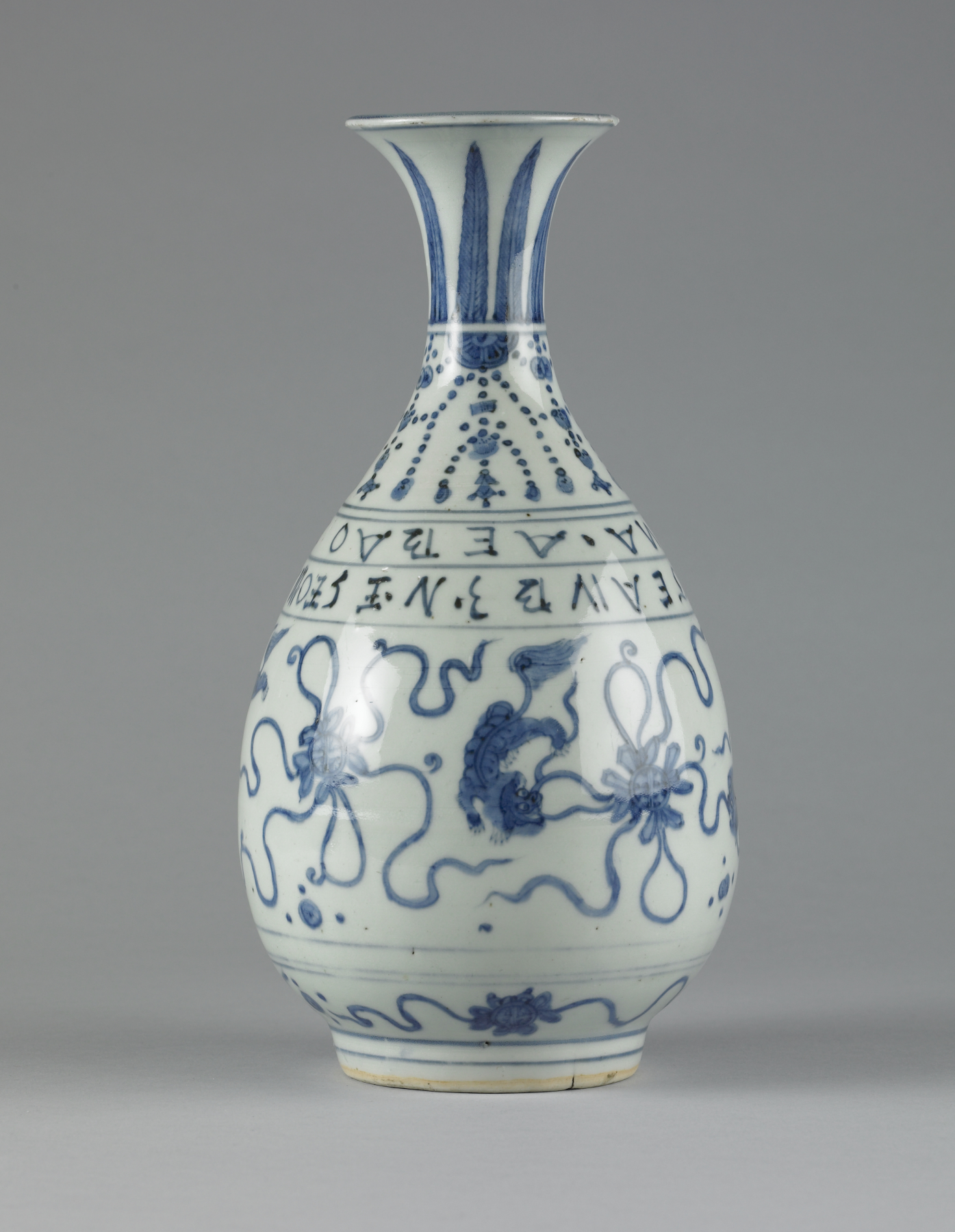
Čínská váza vyrobená roku 1552 pro portugalského kapitána Jorga Anriquese, s napodobeninou nápisu v latince, Walters Art Museum, Baltimore

Do Číny dorazil první Portugalec roku 1513. Portugalský král Manuel I. se poté pokusil navázat s mingskou Čínou oficiální styky. Vyslanec Tomé Pires, kterého roku 1517 přivezla eskadra Fernãa Pirese de Andrade, však nebyl schopen dosáhnout přijetí u císaře Čeng-te, po Čeng-teho smrti roku 1521 nová Ťia-ťingova vláda odmítla Portugalce přijmout a poslala jej zpět do Kantonu. Téhož roku mingská flotila porazila Portugalce v bitvě u Tchun-men. Odmítnutí vyslance konzervativci ve vládě odůvodňovali portugalským obsazením Malakky, dosud čínského vazala, o deset let dříve. Po návratu do Kantonu byl vyslanec místními úřady obviněn ze zodpovědnosti za násilnické chování (včetně únosů dětí) svých druhů a zatčen, roku 1524 ve vězení zemřel.
Ve 30. a 40. letech se Portugalci účastnili ilegálního obchodu mezi Čínou a Japonskem. Vztahy se normalizovaly až v 50. letech. Číňané od roku 1549 každoročně přijímali portugalské obchodníky na ostrově Šang-čchuan v provincii Kuang-tung a roku 1557 dosáhli Portugalci, prostřednictvím podplacených místních úředníků, oficiálního souhlasu s přeměnou přístavu Macao ve svou obchodní kolonii. V 50.–60. letech, když v souvislosti s boji s piráty podél pobřeží čínští obchodníci zajížděli do Japonska omezeně, převzali Portugalci roli obchodního prostředníka mezi Japonskem a Čínou.

## Úmrtí a význam
Císař v 60. letech trpěl následky užívání elixírů nesmrtelnosti, nespavostí a změnami nálad. Často byl nemocný, kvůli špatnému zdraví po 11. listopadu 1566 nevydával písemné příkazy, a 23. ledna 1567 zemřel ve svém paláci v Západním parku. Byl pohřben v mauzoleu Jung-ling v areálu císařských hrobek dynastie Ming u Pekingu. Obdržel chrámové jméno Š’-cung a (zkrácené) posmrtné jméno Su-ti.
Ťia-ťingova vláda byla v bezprostředně následujících letech vnímána pozitivně, císař byl v Pravdivých záznamech své vlády popsán jako rozhodný a znalý panování, který vdechnul nový život zemi po výstřelcích svého předchůdce Čeng-teho a zavedl řád do obřadů a zastavil barbary na severu i moři. Autoři Pravdivých záznamů ho popisovali jako aktivního a energického, přísného na úředníky, ale soucitícího s lidem, synovsky oddaného. Cítil se lépe ve společnosti opatrných přitakávačů než osobností schopných mu přímo odporovat. Byl ješitný a neochotný přiznat svou chybu nebo omyl. Tresty vynášel tvrdé až kruté, odměny dával velké a rychlé.
Třebaže za Ťi-ťinga politický systém dosáhl určité stability, byla to stabilita zahrnující napjaté vztahy vlády s císařem, které přetrvaly i za panování Wan-liho (vládl 1572–1620). Podobně jako jeho předchůdce Čeng-te se Ťia-ťing pokoušel prosadit proti státnímu byrokratickému aparátu, sice jinými cestami, ale také neuspěl. Spory s úředníky se týkaly role císaře, který měl být, podle neokonfuciánského učení, nestranným rozhodcem diskuzí ve vládě a vykonavatel rituálů. Tuto roli panovníci považovali za příliš svazující, jejich pokusy o prosazení však neuspěly. Úředníci vedení svými zájmy byli schopni nasměrovat vládní politiku navzdory císařské vůli.
Příkladem neúspěchu císaře byla otázka registrace půdy pro daňové účely. Počátkem 16. století bylo mnoho zdanitelné půdy vyňato z daňových registrů a nově obdělaná půda se do nich nedostávala. Pokusy dostat do evidence polnosti vojenských rolníků podniknuté v prvních letech 16. století Liou Ťinem neuspěly a další pokus o registraci nově zúrodněných pozemků počátkem éry Ťia-ťing také nepřinesl úspěch. Naopak v letech 1512, 1531 a 1545 úředníci dosáhli rozšíření svých osvobození od daní. Zákaz námořního obchodu nebyl stát schopen vynutit a z ilegálního obchodu nebyl schopen získat daňové příjmy. A tak zisky ze zdokonalení zemědělských postupů, rozvoje průmyslu, řemesel i obchodu zůstávaly v soukromých rukou a stát z nich dostával jen málo. Ekonomika kvetla, ale státní pokladna nikoliv.

## Ťia-ťingova rodina
Ťia-ťing měl postupně tři císařovny. První, paní Čchen, mu vybrala jeho teta, císařovna vdova Čang. Paní Čchen se stala císařovnou roku 1522. Roku 1528 se natolik rozrušila kvůli sporu s císařem, že potratila a krátce poté, 21. října 1528, zemřela. Svou nevoli vůči ní císař vyjádřil skromným pohřbem a posmrtným jménem Tao-ling (悼靈), až před rokem 1536 bylo, na radu Sia Jena, jméno změněno na Siao-ťie-su.

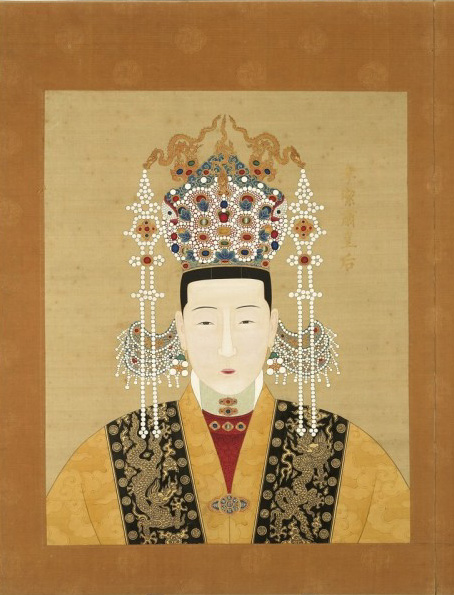
Portrét paní Čchen, první Ťia-ťingovy císařovny, Národní palácové muzeum, Tchaj-pej

Druhá císařovna příjmením Čang, dcera důstojníka gardy, přišla do paláce roku 1526. Po smrti paní Čchen si ji Ťia-ťing vybral jako novou císařovnu, oficiálně nastoupila 8. ledna 1529. Začátkem roku 1534 byla sesazena bez udání důvodu, snad protože intervenovala ve prospěch císařovy tety, císařovny vdovy Čang. Zemřela roku 1536.
Třetí, paní Fang, pocházela z jihu, z okolí Nankingu. Do paláce přišla roku 1530, 28. ledna 1534 (devět dní po sesazení předchůdkyně) se stala císařovnou. Ťia-ťing si ji údajně vybral, protože sdílela jeho názory na obřady. Roku 1542 zmařila atentát skupiny konkubín na císaře, panovník ji však zazlíval smrt jedné ze svých oblíbenkyň, popravené z rozhodnutí paní Fang po atentátu. Při požáru paláce roku 1547 proto odmítl vydat příkaz k její záchraně a uhořela. Uspořádal ji však honosný pohřeb a vybral příznivé posmrtné jméno.
Císař měl osm synů a pět dcer, ale jen dva synové a dvě dcery dosáhli dospělosti. Nejstarší syn zemřel ve dvou měsících (žil 7. září – 27. října 1533). Druhý syn Ču Caj-žuej (20. října 1536 – 14. dubna 1549) byl od roku 1539 následníkem trůnu. Třetí Ču Caj-chou, syn konkubíny příjmením Tu († 12. února 1554), byl roku 1539 jmenován knížetem z Jü; současně se čtvrtý syn Ču Caj-sün stal knížetem z Ťing. Po roce 1549 císař váhal se jmenováním nového následníka, které považoval za nešťastné, což vyvolalo soupeření obou knížat. Nakonec roku 1561 kníže z Ťing odjel z Pekingu do svého sídla, Te-an v Chu-kuangu, kde 9. února 1565 zemřel. Ču Caj-chou po smrti císaře Ťia-ťinga roku 1567 nastoupil na trůn jako císař éry Lung-čching.
Ťia-ťing měl špatný vztah s příbuznými, zejména se svou tetou, císařovnou Čang (vdovou po císaři Chung-č’ovi), které zazlíval postoje k jeho rodičům ve sporu o obřady. Když roku 1525 vyhořel její palác, odmítl ho obnovit a přesunul ji do menšího sídla. Roku 1533 jejího mladšího bratra Čang Jen-linga nechal zatknout, poté, co vyšlo najevo, že roku 1515 zabil člověka a poté i důstojníka gardy, který ho kvůli první vraždě vydíral. Roku 1546 byl popraven. Druhý bratr excísařovny, Čang Chuo-ling, byl koncem roku 1537 zatčen kvůli obvinění z čarodějnictví. Vyšetřování zjistilo falešnost obvinění a žalobci skončili ve vyhnanství, Čang Chuo-ling však po měsíci ve vězení zemřel. Po smrti císařovny vdovy Čang roku 1541 ji Ťia-ťing nechal pohřbít s minimální možnou obřadností. Za císařovnu Sia, vdovu po císaři Čeng-tem, která zemřela v únoru 1535, odmítl držet smutek.
| Příjmení (titul) matky                          | #  | Jméno                | Narození – úmrtí                                                  | Posmrtné jméno    | Titul               | Udělení titulu |
| ----------------------------------------------- | -- | -------------------- | ----------------------------------------------------------------- | ----------------- | ------------------- | -------------- |
| Jen (kuej-fej)                                  | 1. | Ču Caj-ťi (朱載基)   | 1533–1533                                                         | Aj-čchung (哀沖)  | korunní princ       |                |
| Wang (kuej-fej)                                 | 2. | Ču Caj-žuej (朱載壡) | 1536–1549                                                         | Čuang-ťing (莊敬) | korunní princ       | 1539           |
| Tu (kchang-pchin, posmrtně císařovna Siao-kche) | 3. | Ču Caj-chou (朱載垕) | 1537–1572                                                         | Čuang-ti          | kníže z Jü          | 1539           |
| Tu (kchang-pchin, posmrtně císařovna Siao-kche) | 3. | Ču Caj-chou (朱載垕) | Po smrti císaře Ťia-ťinga roku 1567 vládl jako císař Lung-čching. |                   |                     |                |
| Lu                                              | 4. | Ču Caj-sün (朱載圳)  | 1537–1565                                                         | Kung (恭)         | kníže z Ťing (景王) | 1539           |
| Ťiang (su-fej)                                  | 5. | Ču Caj-lu (朱載𪉖)   | 1537–1538                                                         | Šang (殤)         | kníže z Jing (潁王) |                |
| Čao (i-fej)                                     | 6. | Ču Caj-? (朱載?)     | 1537–1538                                                         | Chuaj (怀)        | kníže z Čchi (戚王) |                |
| Čchen (jung-fej)                                | 7. | Ču Caj-ku (朱載㙺)   | 1538–1538                                                         | Aj (哀)           | kníže z Ťi (薊王)   |                |
| Čao (žung-fej)                                  | 8. | Ču Caj-? (朱載?)     | 1539–1540                                                         | Si (思)           | kníže z Jun (均王)  |                |

| Příjmení (titul) matky | #  | Titul                          | Jméno                 | Narození – úmrtí | Sňatek | Manžel                                 |
| ---------------------- | -- | ------------------------------ | --------------------- | ---------------- | ------ | -------------------------------------- |
| Cchao (tuan-fej)       | 1. | princezna Čchang-an (常安公主) | Ču Šou-jing (朱寿媖)  | 1536–1549        |        |                                        |
| Cchao (tuan-fej)       | 3. | princezna Ning-an (宁安公主)   | Ču Lu-čen (朱禄媜)    | 1539–1607        |        | Li Che (李和, sňatek 1555)             |
| Wang (chuej-fej)       | 2. | princezna S’-žou (思柔公主)    | Ču Fu-jüan (朱福媛)   | 1538–1549        |        |                                        |
| Čchen (jung-fej)       | 4. | princezna Kuej-šan (归善公主)  | Ču Žuej-žung (朱瑞嬫) | 1541–1544        |        |                                        |
| Čang (te-fej)          | 5. | princezna Ťia-šan (嘉善公主)   | Ču Su-čen (朱素嫃)    | 1541–1564        |        | Sü Cchung-čcheng (许从诚, sňatek 1557) |